# Llista d'episodis de Marvel's Agents of S.H.I.E.L.D.

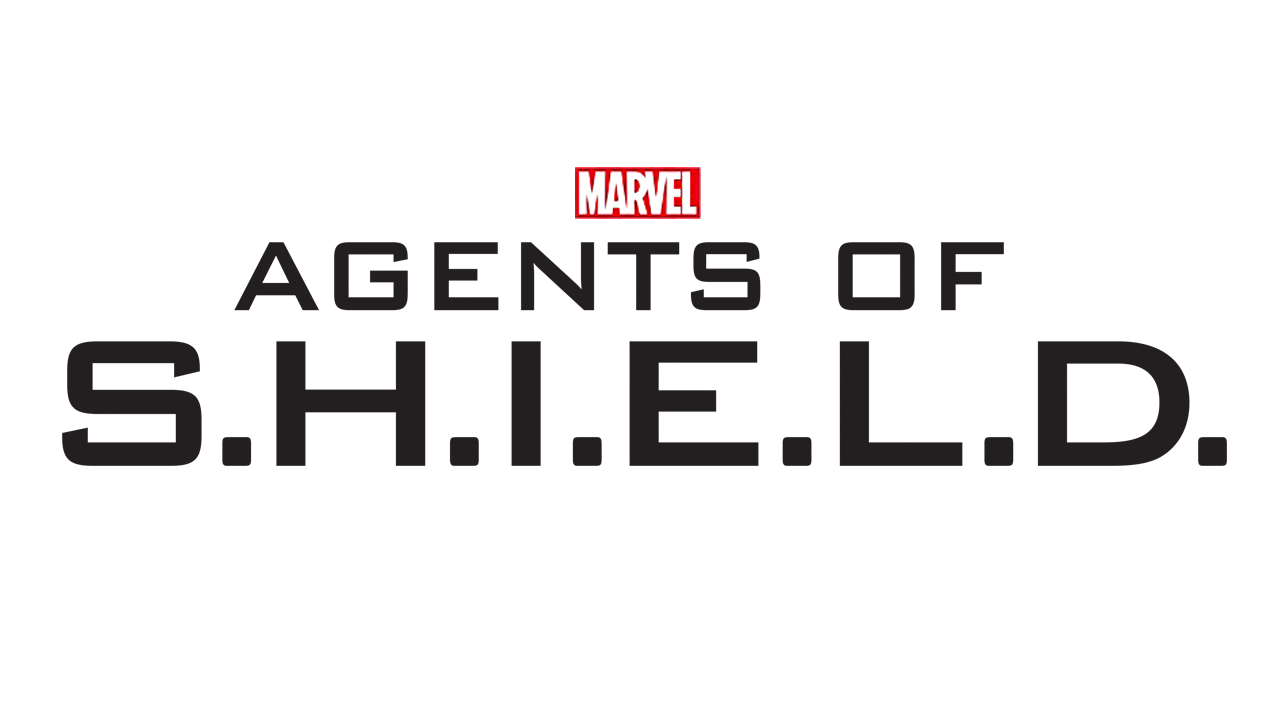
Agents de S.H.I.E.L.D. logotip de la tipografia

Marvel's Agents of S.H.I.E.L.D. és una sèrie de televisió estatunidenca creada per a ABC per Joss Whedon, Jed Whedon i Maurissa Tancharoen, basada en l'organització S.H.I.E.L.D. de Marvel Comics Es troba al Marvel Cinematic Universe (MCU) i reconeix la continuïtat de les pel·lícules de la franquícia i altres sèries de televisió. La sèrie va ser produïda per ABC Studios, Marvel Television i Mutant Enemy Productions, i veu Clark Gregg reprenent el seu paper de Phil Coulson de la sèrie de pel·lícules.

## Temporades
| Temporada | Temporada | Episodis | Emissió original | Emissió original | Classificació | Audiència |
| Temporada | Temporada | Episodis | Inici            | Final            | Classificació | Audiència |
| --------- | --------- | -------- | ---------------- | ---------------- | ------------- | --------- |
|           | 1         | 22       | 24 setembre 2013 | 13 maig 2014     | 43            | 8.31      |
|           | 2         | 22       | 23 setembre 2014 | 12 maig 2015     | 76            | 7.09      |
|           | 3         | 22       | 29 setembre 2015 | 17 maig 2016     | 85            | 5.52      |
|           | 4         | 22       | 20 setembre 2016 | 16 maig 2017     | 110           | 4.22      |
|           | 5         | 22       | 1 desembre 2017  | 18 maig 2018     | 133           | 3.57      |
|           | 6         | 13       | 10 maig 2019     | 2 agost 2019     | 158           | 2.25      |
|           | 7         | 13       | 27 maig 2020     | 12 agost 2020    | N/D           | N/D       |

## Episodis

### Temporada 1
| Núm. total | Núm. de la temporada | Títol                            | Direcció        | Guió                                           | Data d'emissió original | Espectadors US (milions) |
| --- | -------------------- | -------------------------------- | --------------- | ---------------------------------------------- | ----------------------- | ------------------------ |
| 1 | 1                    | «Pilot»                          | Joss Whedon     | Joss Whedon, Jed Whedon & Maurissa Tancharoen  | 24 de setembre de 2013  | 12.12                    |
| Després de la Batalla de Nova York, l'agent Phil Coulson, després de sobreviure a la seva aparent mort abans de la batalla, reuneix un equip d'agents (Melinda May, Grant Ward, Leo Fitz i Jemma Simmons) per investigar superhumans i altres fenòmens relacionats, que ara són de coneixement públic. La seva primera tasca inclou Mike Peterson, que va rebre un sèrum que contenia extremis del Project Centipede. Skye, membre del grup hacktivista The Rising Tide, que va veure a Peterson en acció, l’adverteix de S.H.I.E.L.D. i s'ofereix per ajudar-lo, però ell declina. Mentre visitava l'escena on Peterson va rescatar una dona d’un edifici en flames, l'equip s'assabenta que el foc va ser causat per un altre subjecte que va explotar a causa de l'extremis. Skye és segrestada per Peterson, que fuig i la fa esborrar tota la seva informació personal. L'equip de Coulson és capaç de localitzar-los i sotmetre Peterson, portant-lo a la custòdia de S.H.I.E.L.D. En veure Skye com un actiu, Coulson li ofereix un lloc al seu equip. |                      |                                  |                 |                                                |                         |                          |
| 2 | 2                    | «0-8-4»                          | David Straiton  | Maurissa Tancharoen, Jed Whedon & Jeffrey Bell | 1 d'octubre de 2013     | 8.66                     |
| Skye està ara integrada a l'equip de Coulson com a consultora. La seva següent tasca és al Perú, seguint un "0-8-4", un codi de S.H.I.E.L.D. per a "un objecte d'origen desconegut". Un cop allà, l'equip s'adona ràpidament que l'objecte és una peça de tecnologia oblidada d'Hydra alimentada per l'energia Tesseract. Coulson es reuneix amb una antiga col·lega i oficial de l'exèrcit peruà, Camilla Reyes, i porta el seu equip a bord del seu avió, el "Bus". Reyes traeix Coulson per tal de prendre l'arma d'Hydra per al seu govern perquè puguin derrotar els rebels peruans. Els membres de l'equip eliminen els homes de Reyes. Quan l’avió aterra a una base de S.H.I.E.L.D., Reyes és detinguda. Més tard, es revela que Skye segueix sent fidel a Rising Tide, mentre el director Nick Fury renya Coulson pel dany causat a l'avió i l'adverteix del risc que representa Skye. |                      |                                  |                 |                                                |                         |                          |
| 3 | 3                    | «The Asset»                      | Milan Cheylov   | Jed Whedon & Maurissa Tancharoen               | 8 d'octubre de 2013     | 7.87                     |
| S.H.I.E.L.D. busca un dels seus actius, el Dr. Franklin Hall, que va ser segrestat per Ian Quinn, CEO de Quinn Worldwide, mitjançant un dispositiu basat en la gravetat. Quinn vol utilitzar Hall per prendre el control de la gravetat del planeta construint un generador gegant de "gravitoni". En direcció a Malta amb l'equip, Skye es presenta voluntària per infiltrar-se a la mansió de Quinn durant una festa perquè Coulson i Ward puguin rescatar Hall. Skye enganya a Quinn fent-lo creure que està traint a S.H.I.E.L.D. per Rising Tide. Tanmateix, Coulson aviat descobreix que Hall va perpetrar la seva pròpia fugida per trobar el gravitoni junt amb el generador i destruir-los. Coulson li adverteix que fer-ho acabaria matant milions. El seu violent desacord obliga Coulson a enviar Hall al generador, aparentment consumint-lo, però apagant la màquina al mateix temps. Coulson ordena que el gravitoni es col·loqui sota alta seguretat de S.H.I.E.L.D. i fora dels llibres; no obstant això, S.H.I.E.L.D. no s'adona que Hall encara està d'alguna manera viu dins del gravitoni.                                                                                                   |                      |                                  |                 |                                                |                         |                          |
| 4 | 4                    | «Eye Spy»                        | Roxann Dawson   | Jeffrey Bell                                   | 15 d'octubre de 2013    | 7.85                     |
| Coulson i el seu equip investiguen una sèrie de robatoris de diamants de l'ex protegida de Coulson Akela Amador, a qui un manipulador desconegut fa xantatge amb un ull cibernètic explosiu. Coulson és capaç de portar Amador al Bus, mentre que Fitz i Simmons creen unes ulleres que pirategn la seva visió. Això permet a Ward dur a terme la missió d'Amador mentre l'equip intenta desarmar i eliminar el seu ull cibernètic. Ward completa la missió, mentre que Coulson troba qui creu que és el manipulador d'Amador, només perquè aquest home sigui assassinat mitjançant un dispositiu similar al d'Amador. Amb l’ull cibernètic eliminat, Amador és conduïda per agents de S.H.I.E.L.D., tot i que Coulson li promet que tindrà un judici just en què declararà en el seu favor. Abans de marxar, Amador li diu a May que alguna cosa li sembla diferent en Coulson. |                      |                                  |                 |                                                |                         |                          |
| 5 | 5                    | «Girl in the Flower Dress»       | Jesse Bochco    | Brent Fletcher                                 | 22 d'octubre de 2013    | 7.39                     |
| L'equip intenta trobar Chan Ho Yin, un intèrpret de carrer xinès amb habilitats pirocinètiques, després que sigui segrestat per la reclutadora del Project Centipede Raina. Aquesta li injecta Extremis per augmentar el seu poder, abans de collir les seves plaquetes de sang per a una nova experimentació. Skye coneix un pirata informàtic que podria haver alliberat la informació sobre la ubicació i les habilitats de Chan, i dorm amb ell en secret, intentant descobrir la veritat. May els troba i, sense confiar en Skye, els arresta. S.H.I.E.L.D. ataca la instal·lació del Centipede i intenta ajudar a Chan, però ell s'hi nega i May activa l'inestable Extremis al seu interior per matar-lo. Coulson pregunta a Skye i revela que es va unir a Rising Tide i a S.H.I.E.L.D per trobar els seus pares. Coulson accepta ajudar-la, però li possa un dispositiu per bloquejar-li l'accés als ordinadors. Raina visita Po, membre del Centipede, a la presó, dient-li que informi Clairvoyant dels resultats de l'experiment. |                      |                                  |                 |                                                |                         |                          |
| 6 | 6                    | «FZZT»                           | Vincent Misiano | Paul Zbyszewski                                | 5 de novembre de 2013   | 7.15                     |
| L'equip investiga una sèrie de defuncions relacionades amb la levitació i anomalies electroestàtiques. Tot i que inicialment l'equip suposava que les morts eren causades per algun tipus d'arma, descobreixen que la causa és un virus alienígena d'un casc Chitauri recuperat de la Batalla de Nova York. Quan Simmons s'infecta pel virus fatal, ella i Fitz treballen febrilment en una cura mentre Coulson ignora una ordre directa de l'agent Blake de sacrificar Simmons i salvar la resta de l'equip. Amb el temps acabat i sense adonar-se que el seu darrer intent de vacuna ha tingut èxit, Simmons salta de l'avió, tot i que Ward aconsegueix salvar-la saltant després d'ella i inoculant-la abans de morir. May li diu a Coulson, que se sent diferent que abans de morir, que qualsevol persona es canviaria per aquesta experiència. El casc es lliura a l'agent Blake, que adverteix Coulson de les conseqüències de desobeir una ordre directa, tot i que Coulson ho descarta, acceptant que ara és diferent. |                      |                                  |                 |                                                |                         |                          |
| 7 | 7                    | «The Hub»                        | Bobby Roth      | Rafe Judkins & Lauren LeFranc                  | 12 de novembre de 2013  | 6.67                     |
| A The Hub, una instal·lació de comandament de S.H.I.E.L.D., l'agent Victoria Hand assigna Ward i Fitz a una missió a South Osetia, on han de desactivar una arma anomenada "the Overkill Device" (el dispositiu d'excés de mort), que fa que les armes enemigues es tornin en contra dels seus usuaris. Skye i Simmons intenten trobar més informació sobre la missió, que ha estat classificada com a nivell 8, amb Simmons tranquil·litzant l'agent Jasper Sitwell quan la captura piratejant fitxers de nivell 8. Skye s'assabenta que no hi ha cap equip d'extracció per a elles i informa a Coulson, que porta el seu equip a rescatar Ward i Fitz, que tenen èxit en la seva missió. Més tard a The Hub, Coulson descobreix que la persona que va portar Skye a l'orfenat era un agent de S.H.I.E.L.D. no identificat. Tanmateix, Coulson no explica a Skye tota la veritat sobre el fitxer i demana a May que investigui més discretament. Més tard, a Coulson se li nega l'accés a la informació sobre la seva recuperació a Tahití, malgrat la seva autorització de nivell 8. |                      |                                  |                 |                                                |                         |                          |
| 8 | 8                    | «The Well»                       | Jonathan Frakes | Monica Owusu-Breen                             | 19 de novembre de 2013  | 6.89                     |
| L'equip examina una trama per trobar i muntar tres parts d’un arma asgardiana, el Berserker, que impregna al titular d’una força extrema i d’una ràbia incontrolable. S'oposa a un grup d’odi pagà que ja ha descobert la primera peça del bastó. Amb Thor fora de l'abast, l'equip de Coulson és assistit pel Dr. Elliot Randolph. Mentre recupera la segona peça del bastó, Ward el toca i reviu un record traumàtic de la seva infància que implica el seu abusiu germà gran. Es torna irritable, agressiu i la seva força augmenta. L'equip s'adona que Randolph és un asgardià que viu a la Terra des de fa segles i els dona la ubicació de la tercera peça del bastó. L'equip la recupera i Ward i May utilitzen l'arma completa per derrotar els pagans. En un hotel, Ward declina la invitació de Skye per parlar, i segueix May a la seva habitació, mentre que Coulson té un malson sobre la seva recuperació a Tahití. Nota: Els successos d'aquest episodi tenen lloc després de Thor: The Dark World. |                      |                                  |                 |                                                |                         |                          |
| 9 | 9                    | «Repairs»                        | Billy Gierhart  | Maurissa Tancharoen & Jed Whedon               | 26 de novembre de 2013  | 9.69                     |
| Una força misteriosa amenaça l'equip de Coulson quan porten a una inspectora de seguretat anomenada Hannah Hutchins, a qui es culpa d’una explosió que va matar quatre tècnics i que Coulson creu que ha desenvolupat la telequinesi a partir de l'explosió. Després que l’avió realitzi un aterratge d’emergència, l'equip descobreix que la misteriosa força és un dels tècnics anomenats Tobias Ford que queda atrapat entre la Terra i l'"infern" després de l'explosió. Tobias "apunta" a Hannah per protegir-la dels que intentarien fer-li mal. Més tard es revela que Tobias va causar problemes de seguretat menors i va presentar informes de seguretat per passar temps amb Hannah. Un dels seus problemes va causar l'explosió sense voler-ho. May aconsegueix derrotar Tobias i el convenç perquè deixi anar Hannah, fent que Tobias desaparegui a un lloc desconegut. Coulson explica més sobre el difícil passat de May i com vol ajudar-la a recuperar-se. Més tard, May fa una broma a Fitz, revelant que s'està curant. |                      |                                  |                 |                                                |                         |                          |
| 10 | 10                   | «The Bridge»                     | Holly Dale      | Shalisha Francis                               | 10 de desembre de 2013  | 6.11                     |
| Coulson recluta a Peterson per al seu equip per obtenir suport de súper soldat quan Edison Po és expulsat de la presó per súper soldats de Centipede actualitzats. L'equip de Coulson traça un soldat centrípede fins a una fàbrica abandonada i és emboscat per un escamot de súper soldats, que van ser sotmesos al mateix implant ocular que Akela Amador. Edison recomana a Raina que deixi de preguntar per Clairvoyant o pot significar la seva mort. Mentrestant, Coulson i May amarguen informació a Skye sobre els seus pares. Quan Peterson es posa en contacte amb el seu fill, s'assabenta que ha estat segrestat per Centipede, que suggereix un intercanvi - Peterson per Ace. Coulson acompanya a Peterson a l'intercanvi concertat, on Peterson revela que Centipede vol a Coulson, no a ell. Coulson accepta ser fet presoner. Després de l'intercanvi, Peterson intenta rescatar Coulson, però sembla ser assassinat en una explosió. Raina li diu a Coulson que volen saber com va ressuscitar. |                      |                                  |                 |                                                |                         |                          |
| 11 | 11                   | «The Magical Place»              | Kevin Hooks     | Paul Zbyszewski & Brent Fletcher               | 7 de gener de 2014      | 6.63                     |
| Victoria Hand lidera els esforços de S.H.I.E.L.D. per rescatar Coulson mentre Centipede el tortura per conèixer el secret de la seva resurrecció. Creient que Skye no és fiable i, després de buscar les aportacions de May, Hand retira a Skye del Bus. Skye inicia la seva pròpia investigació que condueix l'equip a la ubicació de Coulson. Després que el Clairvoyant mati a Po, Raina es fa càrrec de l'interrogatori de Coulson. Utilitza un dispositiu d’escaneig per obligar-lo a recordar aspectes de la seva vida. Mentre Coulson reviu les seves experiències en flashbacks, l'equip el rescata després de capturar Raina. Coulson s'enfronta a Streiten, que li diu a Coulson que feia dies que havia mort, i va ser ressuscitat a les ordres del director Fury. Streiten revela que després del seu renaixement, Coulson havia perdut la voluntat de viure i que els metges van manipular el cervell de Coulson per donar-li falsos records perquè continués la seva feina. Més tard es revela que Peterson està viu, encara que molt cremat, perdent la meitat inferior de la cama dreta, amb un ull de vigilància explosiu implantat en ell per algú que treballa per al Clairvoyant.             |                      |                                  |                 |                                                |                         |                          |
| 12 | 12                   | «Seeds»                          | Kenneth Fink    | Monica Owusu-Breen & Jed Whedon                | 14 de gener de 2014     | 6.37                     |
| Mentre estan en una acadèmia de S.H.I.E.L.D., Ward, Fitz, Simmons i Skye investiguen un atac contra Seth, un cadet popular, amb una "màquina de gel" que pot congelar la gent i el seu entorn. Una altra màquina de gel aviat congela el cadet Donnie Gill, tot i que els agents poden salvar-lo. Mentre la resta de l'equip interroga els altres cadets, Fitz es fa amic de Donnie, veient en ell gran part de si mateix i l’ajuda a resoldre un problema amb una nova font d’energia. Mentrestant, Coulson i May van a Ciutat de Mèxic per trobar un antic agent anomenat Richard Lumley, que els explica una missió de 21 anys abans que involucrava a Skye, un 0-8-4 amb aparents habilitats sobrehumanes. L'equip dedueix que els cadets construeixen una màquina de gel més gran per a Quinn i, amb la millor font d’energia, Seth i Donnie donen a Quinn una demostració, creant una tempesta de gel massiva. Tot i que l'equip captura a Donnie, Seth mor per la tempesta i Donnie obtè aparents habilitats criocinètiques. Més tard, Coulson truca a Quinn, que té connexions amb el Clarvoyant. |                      |                                  |                 |                                                |                         |                          |
| 13 | 13                   | «T.R.A.C.K.S.»                   | Paul Edwards    | Lauren LeFranc & Rafe Judkins                  | 4 de febrer de 2014     | 6.62                     |
| A la caça del Clairvoyant, l'equip puja a un tren a Itàlia en el qual un grup de seguretat Cybertek Inc. envia un paquet a Quinn. El grup està exposat, obligant a Coulson i Ward a fugir del tren. En reunir-se amb May, tornen al tren i amb Simmons, però Fitz i Skye han desaparegut, ja que han seguit el paquet fins a la mansió de Quinn. Skye s'enfronta a Quinn i descobreix a Peterson viu en una cambra hiperbàrica. Dins del paquet hi ha una cama protèsica d'alta tecnologia del "Projecte Deathlok" de Cybertek que Quinn encaixa a la cama dreta amputada de Peterson. Peterson assassina els guàrdies de Cybertek a les ordres del Clairvoyant, que una vegada més ha segrestat Ace. Quinn dispara a Skye dues vegades a l'estómac i la dona per morta. S.H.I.E.L.D. assalta la mansió i troba Skye després de capturar Quinn. Simmons només pot mantenir Skye temporalment col·locant-la a la cambra hiperbàrica. |                      |                                  |                 |                                                |                         |                          |
| 14 | 14                   | «T.A.H.I.T.I.»                   | Bobby Roth      | Jeffrey Bell                                   | 4 de març de 2014       | 5.46                     |
| Skye és conduïda ràpidament a un centre mèdic de S.H.I.E.L.D., però els metges només poden estabilitzar-la. Els agents John Garrett i Antoine Triplett arriben per portar Quinn a interrogatori, però Coulson es nega a entregar-lo. Garrett decideix interrogar Quinn al Bus, assabentant-se que el Clairvoyant va ordenar a Quinn disparar a Skye perquè poguessin conèixer la resurrecció de Coulson. Fitz i Simmons, després de revisar els fitxers de Coulson, s'adonen que Coulson va reviure en un lloc conegut com la Guest House (casa de convidats), on Coulson, Ward, Garrett i Fitz es dirigeixen per obtenir respostes. Fitz troba la droga, mentre que Coulson troba una habitació amb el signe "T.A.H.I.T.I." on troba l'origen de la droga, la meitat superior d'un cadàver humanoide de pell blava. Tothom escapa de la instal·lació, que va ser manipulada per explotar, i malgrat que Coulson va intentar evitar que Fitz li donés a Skye la droga basant-se en el que va veure a T.A.H.I.T.I. Fitz dona la droga a Simmons a temps per salvar amb èxit Skye. |                      |                                  |                 |                                                |                         |                          |
| 15 | 15                   | «Yes Men»                        | John Terlesky   | Shalisha Francis                               | 11 de març de 2014      | 5.99                     |
| L'asgardiana Lorelei esclavitza una banda de ciclistes i comença a formar un exèrcit, mentre l'equip és convocat per investigar una lectura d'energia del Bifrost, trobant-se amb Sif, que busca Lorelei. Explica que Lorelei va escapar de la presó durant l'atac dels elfs foscos i per neutralitzar el seu poder de controlar les ments dels homes, Sif ha d'ajustar-li un collaret especial que li impedeixi parlar. Lluiten contra Lorelei i els seus homes, però Lorelei encanta Ward i s'apoderen del Bus. Lorelei li diu a May que Ward estima a algú altre. Sif s'enfronta a Lorelei mentre May lluita contra Ward i li fixa el collaret al coll, desfent el seu encantament. Sif torna Lorelei a Asgard, i May posa fi a la seva relació amb Ward. Coulson explica a Skye l’origen de la droga que es va utilitzar per reviure’ls i, malgrat el fet que Coulson estigui preocupat per aquest fet, Skye continua sent optimista. Ordena a Skye que mantingui en secret l’origen de la droga fins que Fury els doni la veritat. Sense que ho sàpiguen ells, May supervisa la seva conversa i informa a algú altre.                                                                                        |                      |                                  |                 |                                                |                         |                          |
| 16 | 16                   | «End of the Beginning»           | Bobby Roth      | Paul Zbyszewski                                | 1 d'abril de 2014       | 5.71                     |
| Els agents Garrett, Triplett, Hand, Sitwell i Blake s'uneixen a l'equip a la caça del Clarivident. Els agents s'aparellen per perseguir diferents candidats. Mentre busquen Thomas Nash, May i Blake es troben amb Peterson/Deathlok i li col·loquen un rastrejador. Aviat convergeixen en la seva nova ubicació mentre Triplett i Simmons es queden al Hub amb Hand. L'equip troba a Nash, un home en estat vegetatiu amb suport vital que es comunica a través d’un ordinador. Quan Nash presumeix de ser el Clairvoyant i diu que Centipede matarà Skye, Ward el mata. Coulson i Skye aviat s'adonen que Nash no era el Clairvoyant i que el Clairvoyant és un membre d’alt rang de S.H.I.E.L.D. Coulson acusa a Ward de treballar amb el Clairvoyant i disparar a Nash, però són interromputs quan Fitz descobreix la línia telefònica secreta de May. Mentre Coulson i Skye s'enfronten a May al hangar, el control del Bus és segrestat pel Hub, on Hand ordena matar a tothom a bord. Nota: Els successos d'aquest episodi tenen lloc de forma paral·lela a Captain America: The Winter Soldier. |                      |                                  |                 |                                                |                         |                          |
| 17 | 17                   | «Turn, Turn, Turn»               | Vincent Misiano | Jed Whedon & Maurissa Tancharoen               | 8 d'abril de 2014       | 5.37                     |
| El jet de Garrett és atacat per drons de S.H.I.E.L.D. després que el Bus sigui segrestat i es reincorpora a l'equip. Al Hub, Simmons i Triplett comencen a treballar junts per carregar secretament la investigació de Simmons sobre la sang de Skye, però un atac de Hydra a totes les instal·lacions de S.H.I.E.L.D. els obliga a amagar-se. Coulson tanca May a la sala d’interrogatori amb Ward, encara creient que és la traïdora. Skye descobreix un codi secret en un senyal a la xarxa de S.H.I.E.L.D. que desxifra per revelar la infiltració d'Hydra. Quan el Bus arriba al Hub, el grup es divideix en equips per capturar Hand. No obstant, Hand revela que no és membre d'Hydra, però creu que ho és Coulson i recluta a Triplett i Simmons per ajudar-la a aturar-los. Garrett revela accidentalment informació revelant-se a ell mateix com el veritable Clairvoyant, i és capturat per Coulson i May. Ward acompanya Hand perquè pugui veure personalment la presó de Garrett, però en breu revela la seva pròpia fidelitat a Hydra matant Hand i alliberant Garrett. Nota: Els successos d'aquest episodi tenen lloc al mateix temps i de forma posterior a Captain America: The Winter Soldier. |                      |                                  |                 |                                                |                         |                          |
| 18 | 18                   | «Providence»                     | Milan Cheylov   | Brent Fletcher                                 | 15 d'abril de 2014      | 5.52                     |
| Ward allibera a Raina i li presenta Garrett com ea Clairvoyant. Tot i que està decebuda pel fet que no sigui clarivident, accepta intentar replicar la droga "Guest House". El coronel Glenn Talbot envia un equip militar al Hub, de manera que Coulson se'n va amb l'equip i Triplett, ordenant a Skye que esborri totes les seves identitats, inclosa la de Ward. Coulson descobreix un missatge amb coordenades al desert canadenc, on descobreixen la base amagat de S.H.I.E.L.D. a Providence, dirigida per l'agent Eric Koenig. Coulson s'assabenta per Koenig que Fury és viu, però li diu que mantingui la informació en secret. També s'assabenta per May que Fury no supervisava el projecte T.A.H.I.T.I. Ward i Garrett s'infiltren al Fridge (nevera), alliberant els seus presoners i robant armes, inclosos el Bastó de Berserker, el 0-8-4 del Perú i el gravitoni. Raina informa a Garrett que el disc dur que conté tota la investigació de Skye i Simmons està bloquejat i només Skye hi pot accedir, cosa que fa que Garrett enviï Ward a Providence. |                      |                                  |                 |                                                |                         |                          |
| 19 | 19                   | «The Only Light in the Darkness» | Vincent Misiano | Monica Owusu-Breen                             | 22 d'abril de 2014      | 6.04                     |
| Koenig sotmet l'equip de Coulson a una rigorosa prova del detector de mentides, que Ward supera per poc per mantenir la seva cobertura. Coulson pren a Fitz, Simmons i Triplett per aturar Marcus Daniels, un sobrehumà i antic intern del Fridge que posseïa la Darkforce i que està obsessionat amb la violoncel·lista Audrey Nathan, l’antic interès amorós de Coulson. Després de rescatar Audrey, ideen un pla per atraure Daniels. El grup el sobrecarrega d’energia, provocant que exploti. Coulson consola breument Audrey abans de retirar-se, ja que planeja dir-li algun altre dia que és viu. Mentrestant, May deixa l'equip, cansada que Coulson no confiï en ella. Skye i Koenig pirategen la NSA per observar l'atac d'Hydra al Fridge, obligant Ward a assassinar Koenig per evitar el descobriment. Skye troba el cos de Koenig i s'adona que Ward és amb Hydra. Per evitar les sospites de Ward, Skye s'uneix a ell mentre roben el "Bus" abans que Coulson i els altres tornin a Providence. Més tard, May és recollida per la seva mare a Ontario que l'ajuda a buscar a Maria Hill. |                      |                                  |                 |                                                |                         |                          |
| 20 | 20                   | «Nothing Personal»               | Billy Gierhart  | Paul Zbyszewski & DJ Doyle                     | 29 d'abril de 2014      | 5.95                     |
| Fitz troba un missatge deixat per Skye per informar-los que Ward és membre d'Hydra. Hill i un equip de forces especials dirigit per Talbot arriben a Providence, on Hill intenta convèncer l'equip de Coulson perquè es lliuri. No obstant, en conèixer la traïció de Ward, Hill decideix ajudar l'equip directament a la seva caça. Skye condueix Ward al menjador on va conèixer a Peterson i avisa en secret a la policia. Ella revela que coneix el seu secret i s'escapa, mentre ell lluita contra la policia, però és capturada per Deathlok. Mentre Ward intenta volar el Bus, es troba enfrontat amb Hill i Triplett, que es queden el temps suficient perquè Coulson pugui colar-se a bord. Coulson allibera Skye i escapen. L'equip es retira a un hotel, on Skye revela que va deixar una trampa al disc dur. Hill marxa cap a D.C., mentre May torna i mostra a Coulson el contingut d’una unitat flash que va recuperar de la seva falsa tomba. El fitxer és un vídeo del propi Coulson, que aparentment era el cap del Projecte T.A.H.I.T.I., informant a Fury que el projecte s'ha de tancar a causa dels seus horrorosos efectes secundaris.                                                      |                      |                                  |                 |                                                |                         |                          |
| 21 | 21                   | «Ragtag»                         | Roxann Dawson   | Jeffrey Bell                                   | 6 de maig de 2014       | 5.37                     |
| En flashbacks, un Ward adolescent és vist en detenció juvenil trobant-se per primera vegada amb Garrett i accepta la seva oferta d'unir-se a la seva organització. Amb els anys, Garrett entrena Ward i, finalment, li parla d’Hydra. Actualment, Coulson i May s'infiltren a Cybertek (que s'adonen que està connectat amb Centipede i Hydra) i s'assabenten que Garrett va ser el primer Deathlok, els seus implants fallen i necessita la droga de Guest House per sobreviure. L'equip viatja a l'Havana, Cuba, trobant la recentment abandonada base d'Hydra, i Fitz i Simmons troben el Bus capturat. Aquests últims són capturats per Ward i portats a bord del Bus, que surt. Fitz desactiva els implants de Garrett amb un EMP, i el moribund Garrett ordena a Ward que els mati. Després que els dos agents es tanquin a la infermeria del Bus, Ward l'expulsa a l'oceà. Raina injecta Garrett amb la seva droga sintetitzada de Guest House. Inicialment sembla provocar una reacció d'Extremis, però Garrett es recupera. Quinn intenta vendre soldats de Deathlok als militars i els convida a recórrer les instal·lacions de Cybertek.                                                               |                      |                                  |                 |                                                |                         |                          |
| 22 | 22                   | «Beginning of the End»           | David Straiton  | Maurissa Tancharoen & Jed Whedon               | 13 de maig de 2014      | 5.45                     |
| A Cybertek, Quinn comença la seva presentació als oficials militars estatunidencs només perquè Garrett l'interrompi i mati a un d’ells. Fugint dels soldats Centipede, Coulson i el seu equip ataquen les instal·lacions de Cybertek, amb Quinn i Raina escapant amb el Gravitonium, Skye salvant a Ace, May derrotant a Ward i Coulson enfrontant-se a Garrett. Fury rescata Fitz i Simmons, tot i que Fitz amb prou feines viu, abans d'unir-se a Coulson per enfrontar-se a Garrett, que finalment és enviat per Peterson quan s'assabenta que Skye ha salvat Ace. Peterson, incapaç d’enfrontar-se al seu fill, surt tot sol per redimir-se. Fury expressa el seu respecte per Coulson, a qui veu com un Venjador, i el nomena nou Director de S.H.I.E.L.D., conduint l'equip a una base secreta dirigida pel germà de l'agent Koenig, Billy. Raina lliura una foto de Skye a un home misteriós, dient-li que ha trobat la seva filla. Més tard, Coulson es desperta a mitja nit i comença a mostrar signes de les mateixes capacitats mentals millorades i fixació que va experimentar Garrett, tallant compulsivament símbols estranys en una paret.                                                        |                      |                                  |                 |                                                |                         |                          |

### Temporada 2
| Núm. total | Núm. de la temporada | Títol                                   | Direcció         | Guió                                 | Data d'emissió original | Espectadors US (milions) |
| --- | -------------------- | --------------------------------------- | ---------------- | ------------------------------------ | ----------------------- | ------------------------ |
| 23 | 1                    | «Shadows»                               | Vincent Misiano  | Jed Whedon & Maurissa Tancharoen     | 23 de setembre de 2014  | 5.98                     |
| El 1945, l'agent Peggy Carter i la Reserva Científica Estratègica (SSR) van atacar l'última base coneguda d'Hydra (dirigida per Werner Reinhardt) i confisquen molts articles, inclosos els Obelisk i un cos blau. En l’actualitat, l'equip de Phil Coulson controla un acord que gira al voltant de l’Obelisc, que es torça quan Carl Creel mata l’antic agent de S.H.I.E.L.D. que ofereix la informació i s'escapa amb ella. L’agent Skye interroga Grant Ward i s'assabenta que Hydra utilitza canals de comunicació no supervisats per S.H.I.E.L.D. L'equip s'adona que el general Glenn Talbot té problemes i corre a rescatar-lo de Creel, abans de segrestar Talbot ells mateixos i utilitzar-lo per irrompre en una instal·lació militar plena d'actius de S.H.I.E.L.D. L’agent Isabelle Hartley troba l’Obelisc, mentre que Skye i l’agent Antoine Triplett roben un quinjet capaç d'octultar-se. Lance Hunter surt amb el seu equip de mercenaris allistats per S.H.I.E.L.D., només per ser emboscat per Creel, l'atac del qual mata a Hartley. Creel roba l'obelisc d'un Reinhardt aparentment sense envellir, que ara es diu Daniel Whitehall.                                                                          |                      |                                         |                  |                                      |                         |                          |
| 24 | 2                    | «Heavy Is the Head»                     | Jesse Bochco     | Paul Zbyszewski                      | 30 de setembre de 2014  | 5.05                     |
| Després del robatori de l'obelisc per part de Creel, Hunter és capturat pels homes de Talbot. Creel absorbeix les propietats de l'Obelisc i mata accidentalment una cambrera en un bar. Més tard coneix a Raina, però declina la seva oferta d'ajudar-lo. Talbot intenta persuadir Hunter perquè treballi per ell i el deixa lliure, però Hunter torna a S.H.I.E.L.D. volent venjar els seus amics caiguts. L’agent Leo Fitz i l’agent mecànic Alphonso Mackenzie són capaços de construir una arma que pot incapacitar Creel. Mentre l'equip observa a Creel fent un tracte amb el segon al comandament de Whitehall, Sunil Bakshi, Hunter desarma els altres agents i intenta matar a Creel, però aquest el derrota fàcilment. Just quan està a punt de matar Hunter, Coulson incapacita Creel amb la nova arma. Més tard, Coulson demana a Hunter que es quedi i ajudi a S.H.I.E.L.D., i després li diu a Talbot que perd el temps rastrejant S.H.I.E.L.D. i li torna a Creel. L'obelisc es mostra més tard en poder de Raina i "The Doctor" -el pare de Skye- que demana al primer que trobi la seva filla. |                      |                                         |                  |                                      |                         |                          |
| 25 | 3                    | «Making Friends and Influencing People» | Bobby Roth       | Monica Owusu-Breen                   | 7 d'octubre de 2014     | 4.47                     |
| Coulson s'assabenta per l’agent Jemma Simmons, que treballa encoberta dins d’Hydra, que el seu proper objectiu previst per al reclutament és Donnie Gill, i Ward explica a Skye que Hydra renta cervells a reclutes prometedors com ara Creel. S.H.I.E.L.D. rastreja Gill fins un vaixell Hydra al Marroc, mentre que Hydra envia a Simmons amb un equip per trobar-los ells mateixos, com a prova de la seva lleialtat. Fitz li revela a Ward que Gill és l'objectiu, i Ward adverteix que Gill ja era un bé d'Hydra i que Hydra intentaria reactivar el seu rentat de cervell. L’agent Melinda May, que coneix la missió de Simmons, la permet escapar a ella i a Gill, per mantenir la seva cobertura, i Hydra torna a rentar el cervell amb èxit a Gill. Skye aconsegueix disparar-lo, i ell cau a l'aigua i es congela, però les forces governamentals després no poden localitzar el seu cos. Whitehall decideix promocionar Simmons, malgrat el seu fracàs en recuperar Gill, i Ward li diu a Skye que el seu pare és viu i li ofereix portar-la amb ell. |                      |                                         |                  |                                      |                         |                          |
| 26 | 4                    | «Face My Enemy»                         | Kevin Tancharoen | Drew Z. Greenberg                    | 14 d'octubre de 2014    | 4.70                     |
| Coulson i May van encoberts a una funció benèfica per obtenir una pintura tallada amb símbols alienígenes i trobar Talbot, que demana reunir-se amb Coulson en privat. Coulson envia a May a explorar endavant i descobreix l'Agent 33 de S.H.I.E.L.D. a l'habitació de l'hotel de Talbot, adonant-se que el Talbot de la festa era realment Bakshi disfressat. Bakshi tortura May mentre l'agent 33 es fa passar per May per agafar Coulson i sabotejar el Bus. Coulson s'adona que "May" és falsa a causa d’incongruències en el seu comportament. Rescata l’autèntica May, que derrota l’agent 33, mentre que Fitz i Hunter treballen junts per salvar el Bus del virus informàtic d’Hydra, cosa que permet a Fitz començar a reintegrar-se a l'equip després de les ferides sofertes. Tot i que Bakshi s'escapa, S.H.I.E.L.D. recupera la pintura, ocultant la seva supervivència al veritable Talbot. Raina s'enfronta més tard a Whitehall, que li ordena lliurar l'obelisc a Hydra o enfrontar-se a la mort. |                      |                                         |                  |                                      |                         |                          |
| 27 | 5                    | «A Hen in the Wolf House»               | Holly Dale       | Brent Fletcher                       | 21 d'octubre de 2014    | 4.36                     |
| Raina prega al pare de Skye que li doni l'Obelisc, però ell la reclama enfadat per no haver-li lliurat a Skye, i després mata dos homes als quals estava operant. Raina descobreix la tapadera de Simmons i intenta fer xantatge a Coulson: no delatarà Simmons a Hydra si pot portar Skye al seu pare. Coulson rebutja l'oferta i s'identifica la identitat de Simmons, tot i que el cap de seguretat d'Hydra Bobbi Morse, una altra agent de S.H.I.E.L.D., la rescata. Coulson ha etiquetat Raina perquè pugui conduir-los a Hydra i revela la ubicació del pare de Skye. Al seu amagatall abandonat, l'equip troba els cossos dels homes que va assassinar i ell s'adona, observant a través de càmeres ocultes, que Skye creu que és un monstre. Coulson mostra més tard a Skye símbols alienígenes que ha estat tallant compulsivament, que ella creu que són un mapa. Fitz i Simmons es retroben mentre Morse, que és l'exdona de Hunter, s'uneix a l'equip. El pare de Skye lliura l'Obelisc al mateix Whitehall i li ofereix unir forces amb Hydra. |                      |                                         |                  |                                      |                         |                          |
| 28 | 6                    | «A Fractured House»                     | Ron Underwood    | Rafe Judkins & Lauren LeFranc        | 28 d'octubre de 2014    | 4.44                     |
| Durant una reunió de les Nacions Unides amb S.H.I.E.L.D., agents de Hydra que es feien passar per operatius de S.H.I.E.L.D. ataquen i maten diversos representants mundials. El senador Llista de personatges de Christian Ward (el germà de Grant Ward) decideix utilitzar aquest incident per proposar una iniciativa multinacional anti-S.H.I.E.L.D. Mentre Coulson es troba amb Christian per proposar una solució beneficiosa per a totes les parts, Skye interroga Grant sobre Christian. Grant explica a Skye que Christian és un mestre manipulador, Christian li diu a Coulson que això és mentida, amb els dos agents de S.H.I.E.L.D. intentant esbrinar quin germà Ward està sent sincer. Christian i Coulson acorden abandonar la proposta anti-S.H.I.E.L.D. a canvi del trasllat de Grant a Christian per ser jutjat, però Grant s'escapa durant l'entrega. May dirigeix un equip contra els agents d’Hydra que van atacar l’ONU, capturant diversos agents i lliurant-los a Talbot, que comença a estar d’acord amb la missió de Coulson i li dona el condol pels agents de S.H.I.E.L.D. caiguts. |                      |                                         |                  |                                      |                         |                          |
| 29 | 7                    | «The Writing on the Wall»               | Vincent Misiano  | Craig Titley                         | 11 de novembre de 2014  | 4.27                     |
| Des que va ser ressuscitat pel Projecte T.A.H.I.T.I. de S.H.I.E.L.D. utilitzant la droga experimental GH-325 (derivada del cadàver alien que Carter va descobrir en poder de Whitehall), Coulson ha estat tallant compulsivament els símbols alienígenes. Quan un antic agent de S.H.I.E.L.D. agent i pacient de T.A.H.I.T.I. és assassinat i el seu cos és esculpit amb els símbols (per l'ex agent que havia esculpit la pintura anteriorment), Coulson utilitza la màquina de memòria d'Hydra per trobar altres pacients als quals se'ls va injectar la droga. Va darrere dels pacients restants, intentant acabar amb la bogeria. Descobreix que l'escrit és en realitat un diagrama en 3D d’una ciutat on l’amfitrió alienígena del GH-325 aparentment volia anar. En veure el disseny acabat, s'acaba la seva necessitat de tallar, però com que Hydra també està buscant la ciutat, la converteix en una prioritat per a S.H.I.E.L.D. per trobar-la primer. Mentrestant, els altres membres de l'equip intenten capturar Ward, que delata a Hydra capturant Bakshi i deixant-lo per S.H.I.E.L.D., abans de preparar-se per trobar el seu germà.                                                                              |                      |                                         |                  |                                      |                         |                          |
| 30 | 8                    | «The Things We Bury»                    | Milan Cheylov    | DJ Doyle                             | 18 de novembre de 2014  | 4.58                     |
| Bakshi revela accidentalment a Morse que Whitehall és en realitat Reinhardt, un científic nazi que treballava en l’obelisc abans de ser capturat per l’S.S.R. i empresonat per tota la vida per Carter el 1945. El 1989, Reinhardt va ser alliberat de la presó per Alexander Pierce, per trobar que una dona que havia trobat el 1945 encara tenia la mateixa edat. Disseccionant-la, Reinhardt va descobrir el secret de la seva immortalitat i el va utilitzar per fer-se 44 anys més jove. "The Doctor" troba les restes de la dona, que era la seva esposa, i promet venjança contra Whitehall, amb qui ara pretén estar aliat. Grant Ward també sembla unir-se a una aliança amb Whitehall, després d'haver torturat Christian per confessar els seus pecats passats, i després aparentment assassinar-lo a ell i als seus pares. S.H.I.E.L.D. pirateja un satèl·lit cartogràfic de les USAF i l’utilitza per trobar la ciutat amagada, i Coulson es troba amb "The Doctor", que sap que l’obelisc (o el Diviner) és una clau que s'ha de portar a la ciutat per part d'algú que es considera digne. |                      |                                         |                  |                                      |                         |                          |
| 31 | 9                    | «...Ye Who Enter Here»                  | Billy Gierhart   | Paul Zbyszewski                      | 2 de desembre de 2014   | 5.36                     |
| L'equip es divideix, amb Coulson i Morse dirigint un grup per començar a buscar la ciutat oculta sota San Juan, i May, Skye i Hunter marxen per ajudar els agents Sam i Billy Koenig rescaten Raina d'un intent de segrest de Hydra a Vancouver. Raina li diu a Skye que són dos dels "dignes" que podrien entrar al temple de la ciutat i que qualsevol altre que ho provi morirà. També revela que la ciutat i el Diviner van ser creats pels Kree. Skye intenta advertir a l'equip principal, però Whitehall bloqueja les seves comunicacions i Ward s'enfila al Bus per agafar Raina. També pren Skye, prometent portar-la al seu pare i, a canvi, accepta deixar anar els altres. Mack ja ha entrat a la ciutat, cosa que li provoca un gran dolor i l’obliga a atacar els altres, fins que és sotmès per Morse i cau per un pou profund. Whitehall, sorprès en assabentar-se que Ward va agafar Skye i no va destruir el Bus com li va ordenar, dona ordres a l'agent 33 (que encara té la cara de May, però ara està desfigurada) perquè ho faci. |                      |                                         |                  |                                      |                         |                          |
| 32 | 10                   | «What They Become»                      | Michael Zinberg  | Jeffrey Bell                         | 9 de desembre de 2014   | 5.29                     |
| May eludeix l’intent d’Hydra d’enderrocar el Bus. Ward porta a Skye a conèixer el seu pare, Cal, que li explica que es diu Daisy Johnson i que Whitehall va matar la seva mare. En arribar a la base d’Hydra a San Juan, on perforen el temple, Whitehall immobilitza Cal i amenaça Skye, però és interromput quan l'equip de Coulson assalta la base. Coulson mata Whitehall, prenent-li l'oportunitat de venjança a Cal, portant aquest últim a atacar Coulson. Skye dispara a Ward i obliga a Cal a anar-se'n abans de seguir Raina i el Diviner cap al temple. L’agent 33 ajuda Ward a fugir. Coulson i Triplett corren cap al temple, amb Triplett entrant-hi mentre Coulson es retarda per Mack, que poc després recupera el control d'ell mateix quan el temple es tanca i s'obre el Diviner, revelant un gran cristall. Skye i Raina estan embolicats en capolls, mentre que Triplett mor pel Diviner. Skye surt del capoll mentre un terratrèmol sacseja la ciutat. En un altre lloc, un altre Diviner revela a un home sense ulls que "hi ha algú nou". |                      |                                         |                  |                                      |                         |                          |
| 33 | 11                   | «Aftershocks»                           | Billy Gierhart   | Maurissa Tancharoen & Jed Whedon     | 3 de març de 2015       | 4.48                     |
| Després de la mort de Triplett, Coulson vol atacar Hydra, que es planteja que Bakshi ocupi el lloc de Whitehall en el seu lideratge. S.H.I.E.L.D. representa un pla que provoca la fugida de Bakshi fugir i els condueix a altres agents d’alt nivell d’Hydra, que després són assassinats. A San Juan, la ciutat alienígena queda inundada, però no abans que Raina s'escapi transformada, ara amb un aspecte monstruós. Quan Cal li dona l'esquena, recordant-li que té el que volia, Raina intenta suïcidar-se, però és presa per l'home sense ulls, Gordon, que pot teletransportar-se. Fitz i Skye s'adonen que aquesta última també s'ha transformat: va causar el terratrèmol a San Juan, però no té control sobre aquesta capacitat. Fitz accepta mantenir-ho en secret i amaga la veritat a la resta de l'equip. Mentrestant, un model de cotxe que Mack va construir per a Coulson escaneja l'oficina d'aquest i troba la "caixa d'eines" que li va donar l'anterior director de S.H.I.E.L.D. Nick Fury. Mack, que ha estat estudiant els esquemes de la base de S.H.I.E.L.D., n'informa secretament a Morse. |                      |                                         |                  |                                      |                         |                          |
| 34 | 12                   | «Who You Really Are»                    | Roxann Dawson    | Drew Z. Greenberg                    | 10 de març de 2015      | 3.80                     |
| S.H.I.E.L.D. és cridat per ajudar una amnèsica Sif, que va ser vista per última vegada lluitant contra un home increïblement fort i que busca quelcom anomenat "Kava", que aviat descobriran que és el lloc on Whitehall va trobar el Diviner. Allà capturen a l’home, que restaura els records de Sif i es presenta com un Kree anomenat Vin-Tak que ha vingut a destruir tots els Diviners i mata a qualsevol afectat pels cristalls terrigens que hi ha al seu interior. Quan es revelen les habilitats de Skye, Sif i Vin-Tak intenten capturar-la i matar-la, respectivament, però Morse esborra els records de Vin-Tak amb la seva arma, mentre que Coulson convenç a Sif de deixar Skye. Sif torna Vin-Tak al seu planeta, advertint a Coulson que el Kree ja no hauria de ser un problema, però Skye pot ser un perill més gran del que s'adona. Mentrestant, Morse intenta acabar amb la seva nova relació amb Hunter quan Mack l’adverteix que s'acosta massa, però Hunter s'enfronta enfadat a Mack per això i les seves sospites que Mack i Morse amaguen alguna cosa, obligant Mack a deixar-lo inconscient. |                      |                                         |                  |                                      |                         |                          |
| 35 | 13                   | «One of Us»                             | Kevin Tancharoen | Monica Owusu-Breen                   | 17 de març de 2015      | 4.34                     |
| Cal recluta individus perillosos del Gifted Index (índex de dotats) de S.H.I.E.L.D. per ressoldre la seva vendetta. Coulson i Morse investiguen i són conduïts a la ciutat natal de Manitowoc, on els delinqüents s'han apoderat de l'estadi de l'escola local. May reclama al doctor Andrew Garner, el seu exmarit i psicoanalista, perquè treballi amb Skye, que ara està a l’índex. Durant una de les converses de Garner amb Skye, Coulson demana una còpia de seguretat, cosa que fa que May faci volar el Bus cap a Manitowoc, amb Garner i Skye a bord. A l'estadi, Coulson s'enfronta a Cal, mentre arriba May, fent un farol de voler matar Skye. Durant l'enfrontament, Gordon apareix i es teletransporta amb Cal. Quan l'equip de Coulson sotmet el grup de Cal, Skye comença a provocar tremolors, només els atura dirigint les seves habilitats cap al seu interior, provocant petites fractures a tot el seu cos. En un altre lloc, Mack amaga Hunter en una casa segura fins que són extrets per una organització que Mack anomena "real S.H.I.E.L.D." (l'autèntic S.H.I.E.L.D.), i Gordon porta Cal als seus superiors, menyspreant-lo per utilitzar la ciència per augmentar la seva força.                       |                      |                                         |                  |                                      |                         |                          |
| 36 | 14                   | «Love in the Time of Hydra»             | Jesse Bochco     | Brent Fletcher                       | 24 de març de 2015      | 4.29                     |
| Per recomanació de Garner, Coulson treu a Skye del servei actiu i la deixa en una casa segura amb guants dissenyats per ajudar a reprimir les seves habilitats, demanant-li que es prengui un temps per aprendre a controlar els seus poders. Ward i l'agent 33 persegueixen l'home que va crear la tecnologia que va permetre a l'agent 33 adoptar l'aparença de May. Li arregla la màscara perquè pugui tornar a canviar la seva aparença per qualsevol que desitgi. Utilitzant això, s'infiltren a la base de Talbot i ajuden a evadir-se a Bakshi, que S.H.I.E.L.D. havia lliurat en senyal de bona fe. A través de Bakshi descobreixen la vida de l’agent 33 abans que la rentés el cervell, inclòs el seu nom, Kara Palamas. Mack presenta Hunter a Robert Gonzales i al lider del "real S.H.I.E.L.D.", basat en l'ideal de transparència en lloc del mantra de compartimentació de Fury. Veuen Coulson i el seu comportament erràtic com una amenaça, i quan Hunter s'escapa decideixen atacar el grup de Coulson immediatament. |                      |                                         |                  |                                      |                         |                          |
| 37 | 15                   | «One Door Closes»                       | David Solomon    | Lauren LeFranc & Rafe Judkins        | 31 de març de 2015      | 4.26                     |
| Gordon visita Skye per parlar-li de casa seva, on pot estar segura i aprendre a controlar els seus poders sense els guants de S.H.I.E.L.D. Coulson s'enfronta a Mack sobre el seu model de cotxe i el seu comportament, deduint que és un talp. Morse roba la caixa d’eines de l’oficina de Coulson i es fa càrrec dels sistemes de la base, cosa que la permet a ella i a Mack eludir la captura i atacar a la resta de la seva facció. Aquesta organització es va formar després de l'alçament d'Hydra i la caiguda de S.H.I.E.L.D. quan Morse, Gonzales, Mack i Hartley van desobeir les ordres de Fury, salvant centenars d'agents lleials a S.H.I.E.L.D. Gonzales es va adonar de tots els danys causats per Fury i els seus secrets i ara vol que S.H.I.E.L.D. existeixi sense ells. Ell i els seus col·legues temen possibles fenòmens alienígenes/sobrehumans que puguin posar en perill la resta del món, inclosa Skye, però quan intenten detenir-la, ella desencadena les seves habilitats accidentalment. Horroritzada pel que pot fer, Skye accepta anar amb Gordon. May ajuda a Coulson a fugir de Gonzales, i Coulson aviat troba a Hunter, que accepta convertir-se en agent permanent.                             |                      |                                         |                  |                                      |                         |                          |
| 38 | 16                   | «Afterlife»                             | Kevin Hooks      | Craig Titley                         | 7 d'abril de 2015       | 4.24                     |
| Gordon porta Skye a Afterlife, un refugi, on Campbell Lincoln li explica que la majoria de les persones que es transformen són escollides i preparades per a això, i després es selecciona una guia per ajudar aquestes persones a dominar les seves noves habilitats. La guia de Skye és la fundadora d'Afterlife, Jiaying, mentre que Gordon guiarà Raina, que encara vol morir. Quan Gonzales demana a Fitz i Simmons que els ajudin a obrir la caixa d’eines de Fury, Fitz es nega i decideix deixar S.H.I.E.L.D., mentre que Simmons accepta ajudar-lo, tot i que es tracta d’un engany perquè Fitz pugui endur-se la caixa d’eines. Coulson i Hunter roben un quinjet als agents de Gonzales amb l'ajut de l'agent Mike Peterson, que ha estat perseguint el científic d'Hydra Dr. List, i el va trobar experimentant amb persones superpoderoses. Amb l’aparició de Peterson, Gonzales té por de quants agents superpotents té Coulson, però creu que encara mereix una representació justa i, per tant, demana a May que faci part al seu consell de S.H.I.E.L.D. Coulson s'adona que per fer front a la nova amenaça d'Hydra, haurà de recórrer a Grant Ward.                                                              |                      |                                         |                  |                                      |                         |                          |
| 39 | 17                   | «Melinda»                               | Garry A. Brown   | DJ Doyle                             | 14 d'abril de 2015      | 4.04                     |
| Ara, al capdavant de la base de Coulson, May accepta examinar les seves accions des que es va convertir en directora, trobant que Coulson ha estat construint en secret una altra base i consultant amb Garner, cosa que Mack creu que és perquè està creant un exèrcit superpoderòs. Skye s'està entrenant amb Jiaying i comença a enfocar les seves habilitats per manipular les freqüències naturals dels objectes. Jiaying aviat revela que és la mare de Skye: Cal l’havia recomposat de nou, el seu factor curatiu la va revifar i havien buscat a Skye, que S.H.I.E.L.D. havia pres, fins que Jiaying es va adonar dels monstres en què s'havien convertit i va deixar Cal per construir una vida nova i pacífica. La seva relació ha de romandre en secret perquè una vegada un membre del seu grup va robar cristalls de Terrigen per a la seva filla, que després va obligar la seva mare a fer mal als altres per alimentar-se del dolor. Van ser detinguts quan May les va matar a totes dues i la van ferir per tota la vida. Tanmateix, Jiaying i Skye accepten unir-se a Cal per sopar, un moment que Raina sembla que va preveure en un somni. Fitz obre la caixa d'eines i la fa servir per contactar amb Coulson. |                      |                                         |                  |                                      |                         |                          |
| 40 | 18                   | «The Frenemy of My Enemy»               | Karen Gaviola    | Monica Owusu-Breen & Paul Zbyszewski | 21 d'abril de 2015      | 4.45                     |
| Coulson, Hunter, Fitz i Peterson capturen Ward i Palamas i arriben a un acord per infiltrar-se a Hydra a canvi de donar-li a Ward una nova oportunitat esborrant els seus records. Ward utilitza el rentat de cervell de Bakshi, juntament amb Peterson, per apropar-se a List, i s'assabenten que ha estat rastrejant a Gordon i que vol capturar-lo. Jiaying té intenció de desterrar Cal de la vida d'Afterlife, però Skye tem que pugui fer mal a innocents, i se'n va amb ell, abans de demanar ajuda a May. Simmons pirateja l’ull cibernètic de Peterson i a través del seu canal de vídeo S.H.I.E.L.D. descobreix que Coulson treballa amb Ward. May envia Bobbi i Mack. Mentre Cal gaudeix de passar temps amb Skye, descobreixen que Lincoln els espia i Cal s'adona dels plans de Jiaying. Hydra fa un seguiment dels moviments de Gordon fins a l'oficina de Cal i ataca abans que Cal pugui fer res contra Lincoln. Hydra captura Peterson i Lincoln. Skye gairebé es reuneix amb Coulson, però Gordon se l'emporta a ella i a Cal. Quan Bobbi i Mack arriben, Coulson es rendeix a ells. |                      |                                         |                  |                                      |                         |                          |
| 41 | 19                   | «The Dirty Half Dozen»                  | Kevin Tancharoen | Brent Fletcher & Drew Z. Greenberg   | 28 d'abril de 2015      | 4.57                     |
| Coulson s'ofereix a portar el seu propi equip per infiltrar-se a la base de List i alliberar Peterson i Lincoln. Raina preveu que Skye salvi la vida de Lincoln i convencen a Gordon perquè la porti a S.H.I.E.L.D. sense dir-s'ho a Jiaying, elque permet que Cal es quedi a Afterlife (tot i que revela accidentalment a la comunitat que Skye és la seva filla). Coulson, May, Skye, Fitz, Simmons i Ward s'infiltren a la base d’Hydra amb l’ajut de Bakshi des de l’interior. Simmons i Ward salven Peterson, però Simmons intenta matar Ward per tot el que els ha fet. Bakshi es sacrifica per salvar Ward, que decideix marxar sol. Skye salva Lincoln, mentre que Coulson descobreix la base del líder del Hydra, el baró Wolfgang von Strucker. Dona la ubicació a Maria Hill perquè els Venjadors puguin derrotar a Hydra. Ward abandona Palamas a S.H.I.E.L.D., amb l'esperança que pugui recuperar la seva vida perduda com a agent, mentre que Raina, que comença a qüestionar el lideratge de Jiaying, preveu homes de metall destruint ciutats. |                      |                                         |                  |                                      |                         |                          |
| 42 | 20                   | «Scars»                                 | Bobby Roth       | Rafe Judkins & Lauren LeFranc        | 5 de maig de 2015       | 4.45                     |
| La junta de S.H.I.E.L.D. està agraïda a Coulson després que Fury utilitzi el hellicarrier secret de Coulson per salvar vides durant la Batalla de Sokovia, i acorden fusionar les seves faccions, amb Coulson com a director, i amb el consell com a supervisor i consell assessor. Raina té una visió d'una antiga arma Kree, dissenyada per destruir els Inhumans, aquells que van ser alterats pels Kree. Gordon la porta a buscar-la, trobant-la a la bodega de la nau de Gonzales. S.H.I.E.L.D. descobreix els intrusos i utilitza la tecnologia d'Hydra per rastrejar-los quan es teletransporten, descobrint la ubicació d'Afterlife. Palamas revela el veritable pla de Ward quan l'ajuda a segrestar Morse. Gonzales dirigeix una delegació a Afterlife per conèixer Jiaying i indexar la comunitat. Raina preveu la guerra si Jiaying es reuneix amb S.H.I.E.L.D., però suposen que menteix per prendre el poder. Quan Jiaying i Gonzales es coneixen, lliura la custòdia de Cal a S.H.I.E.L.D., abans de matar a Gonzales i disparar-se per iniciar una guerra amb S.H.I.E.L.D., per evitar que la seva gent sigui indexada.                                                                                             |                      |                                         |                  |                                      |                         |                          |
| 43 | 21                   | «S.O.S. (Part I)»                       | Vincent Misiano  | Jeffrey Bell                         | 12 de maig de 2015      | 3.88                     |
| S.H.I.E.L.D. s'adona ràpidament de l'engany de Jiaying, però la gent d'Afterlife, inclosa Skye, se’l creu i accepta lluitar al seu costat. Ward tortura a Morse, volent que confessi el fet que li havia revelat la ubicació de Palamas a Hydra mentre estava encoberta. En adonar-se que Morse confia en les seves accions, Ward posa un parany que acabarà amb un agent de S.H.I.E.L.D., presumptament Hunter, sent assassinat davant d'ella. Tanmateix, Morse pren una bala destinada a Hunter, i amb prou feines sobreviu, mentre Ward mata accidentalment Palamas mentre està disfressada com May. Com part del pla de Jiaying, Cal pren un sèrum que va crear per donar-se força inhumana. No obstant això, també l'està matant i Coulson l'ajuda a veure la veritat: Jiaying és el veritable monstre i, des que Cal l'havia recomposat, l'havia convençut per fer coses terribles, incloent portar-li éssers humans, la vida dels quals absorbeix per tal de curar-se i mantenir-se jove. Després de no convèncer Skye que Jiaying és perillosa, Raina s'enfronta a Jiaying, que la mata. En veure això, Skye li dona l'esquena a Jiaying.                                                                                   |                      |                                         |                  |                                      |                         |                          |
| 44 | 22                   | «S.O.S. (Part II)»                      | Billy Gierhart   | Jed Whedon & Maurissa Tancharoen     | 12 de maig de 2015      | 3.88                     |
| Els inhumans fan presonera a Skye i ataquen la nau de S.H.I.E.L.D., planejant utilitzar cristalls artificials de Terrigen (lligats amb metall Diviner) per revelar tots els inhumans i matar tots els humans. Mack allibera Skye, que adverteix Coulson del pla de Jiaying; Coulson, Fitz i Cal s'infiltren a la nau. Fitz mata a Gordon, evitant que desencadeni les boires de Terrigen a través de la ventilació del vaixell. Tanmateix, Coulson perd una mà quan deixa que un dels cristalls es trenqui. Skye s'enfronta a Jiaying, que intenta estendre més cristalls pel món amb un Quinjet. Quan Skye empeny l'avió cap a l'oceà, Jiaying comença a drenar la seva vida, fins que Cal la mata. S.H.I.E.L.D. més tard, esborra els records de Cal, cosa que li permet viure una nova vida en pau, mentre que Skye s'uneix a un nou equip de S.H.I.E.L.D. de gent amb superpoders, May es pren un descans de S.H.I.E.L.D. amb Garner, i Ward planeja liderar les restes d’Hydra contra S.H.I.E.L.D. Mentre les traces dels cristalls de l’oceà s'obren camí al voltant del món, l’arma Kree, coneguda com el monòlit, absorbeix Simmons.                                                                                        |                      |                                         |                  |                                      |                         |                          |

### Temporada 3
| Núm. total | Núm. de la temporada | Títol                    | Direcció         | Guió                              | Data d'emissió original | Espectadors US (milions) |
| --- | -------------------- | ------------------------ | ---------------- | --------------------------------- | ----------------------- | ------------------------ |
| 45 | 1                    | «Laws of Nature»         | Vincent Misiano  | Jed Whedon & Maurissa Tancharoen  | 29 de setembre de 2015  | 4.90                     |
| Després de desenvolupar habilitats per doblegar metalls, Joey Gutierrez es salva de l'hostil Advanced Threat Contention Unit (ATCU) - el substitut subterrani del President Ellis a S.H.I.E.L.D. - per part d'agents de S.H.I.E.L.D. Quan l’agent Daisy Johnson lluita per explicar a Gutiérrez el seu patrimoni inhumà, activat per l'exposició al recentment llançat compost Terrigen, busca l’ajut de Lincoln Campbell, que la va ensenyar però ara vol viure una vida normal. El director de S.H.I.E.L.D. Phil Coulson coneix la líder de l’ATCU, Rosalind Price, i els dos s'adonen que hi ha un tercer interessat en els nous inhumans: el monstruós inhumà Lash, que ataca Daisy i a Campbell. La posterior arribada de l'ATCU fa fugir tant Lash com Campbell; l’organització comença a caçar-los. L’agent Leo Fitz adquireix un antic pergamí hebreu que descriu el monòlit Kree —que va absorbir la seva parella Jemma Simmons- com "Mort" (hebreu: מות‎), que Fitz no pot acceptar. Mentrestant, Simmons es troba en un desolat planeta alienígena. |                      |                          |                  |                                   |                         |                          |
| 46 | 2                    | «Purpose in the Machine» | Kevin Tancharoen | DJ Doyle                          | 6 d'octubre de 2015     | 4.32                     |
| El Dr. Andrew Garner avalua Gutiérrez i el considera encara no preparat per unir-se als Secret Warriors, el potencial equip d'inhumans de Daisy. Grant Ward, buscant reconstruir Hydra, recluta Werner von Strucker, fill de l'anterior líder, el Baró Wolfgang von Strucker. Amb l'encàrrec de caçar i matar Ward, l’agent Lance Hunter rastreja l’agent Melinda May, exdona de Garner, que ha estat de baixa de S.H.I.E.L.D. durant sis mesos. May està convençuda de no fugir de la seva vida malgrat les dificultats en les seves relacions amb Garner i Coulson, i finalment accepta unir-se a Hunter en la seva missió. Fitz s'adona que el Monòlit és un portal i S.H.I.E.L.D. reclama l'asgardià Elliot Randolph. Randolph els porta a un antic castell anglès on es va construir una màquina ara deteriorada per obrir el monòlit mitjançant vibracions. Daisy és capaç de replicar aquest efecte amb les seves habilitats i Fitz envia un resplandor, abans d’entrar ell mateix al portal. Troba a Simmons i és capaç de recuperar-la just quan el poder de Daisy destrueix el monòlit. |                      |                          |                  |                                   |                         |                          |
| 47 | 3                    | «A Wanted (Inhu)man»     | Garry A. Brown   | Monica Owusu-Breen                | 13 d'octubre de 2015    | 3.74                     |
| L’ATCU tanca Campbell, que és traït per un vell amic quan l’ATCU demana ajuda pública per capturar l'"alien". Truca a Daisy per demanar ajuda. Coulson es reuneix amb Price, demanant-li que permeti a S.H.I.E.L.D. custodiar Campbell, però s'adona que també coneixen Daisy i que, per mantenir-la segura, ha de deixar que l'ATCU es quedi amb Campbell. Sense saber-ho, Daisy troba Campbell, però és seguida per l’ATCU. Campbell els ataca i escapa, de manera que intenten agafar Daisy. Per salvar-la, Coulson accepta treballar amb Price per capturar junts els inhumans. Hunter i May es reuneixen amb un contacte que Hunter té a Hydra, que els porta al nou sistema d'iniciació: Hunter ha de lluitar fins a la mort per demostrar-se digne d'Hydra. Hunter lluita contra el seu contacte, el mata i és acceptat a les files d'Hydra. Fitz intenta ajudar Simmons a adaptar-se a la seva antiga vida, però ha de lluitar tant amb la diferent física de la Terra com amb el trauma mental. Més tard, la agent Bobbi Morse troba a Simmons tractant de tornar a obrir el portal i tornar al planeta. |                      |                          |                  |                                   |                         |                          |
| 48 | 4                    | «Devils You Know»        | Ron Underwood    | Paul Zbyszewski                   | 20 d'octubre de 2015    | 3.85                     |
| Daisy descobreix un correu electrònic codificat a l'escena d'un atac de Lash i el rastreja fins Dwight Frye, un inhumà que es veu afectat negativament per la presència d'altres inhumans al que Lash ha estat utilitzant per trobar objectius. May visita S.H.I.E.L.D. per advertir a Coulson que la missió de Hunter es torna massa personal i temerària, però es nega a parlar amb Garner, que la va deixar mentre intentaven recuperar la seva relació. L'ATCU pren a Frye, amb Daisy i l'agent Alphonso Mackenzie autoritzat a anar amb ells a veure la seva base i les seves instal·lacions inhumanes. Tanmateix, Lash embosca la seva furgoneta, mata a Frye i fereix a Mack, però perdona a Daisy, que després es testimoni de la seva transformació en un humà normal. Hunter és portat a una missió amb Hydra, però és vist per Ward i l'ataca. May arriba per ajudar-lo, però Ward revela que Strucker està preparat per matar Garner tret que Hunter i May li permetin escapar. May, incapaç de sacrificar Garner, està disposada a fer marxa enrere, però Hunter ataca Ward, disparant-lo a l'espatlla mentre fuig. Com a represàlia, Strucker mata aparentment a Garner. |                      |                          |                  |                                   |                         |                          |
| 49 | 5                    | «4,722 Hours»            | Jesse Bochco     | Craig Titley                      | 27 d'octubre de 2015    | 3.81                     |
| Simmons accepta explicar-li a Fitz els seus sis mesos al planeta. Després d'haver estat arrossegada pel portal, es va trobar en un planeta desolat aparentment sense sol, on hi va trobar un estany d'aigua i una forma de vida alienígena que l'habitava, cosa que li permetia mantenir-se fins que es va trobar amb l'astronauta encallat Will Daniels. Daniels havia viatjat a través del portal amb un equip de científics el 2001, quan el monòlit estava en poder de la NASA, però amb el pas del temps havien estat embogits pel planeta i una entitat malvada que l'havitava, i havien mort finalment. Simmons es va adonar que l'obertura del portal es podia predir estudiant les estrelles i l'alineació de les llunes del planeta i, al llarg de mesos, van poder preveure la propera obertura del portal. Quan van perdre l'oportunitat, Simmons va perdre l'esperança, però va trobar consol en Daniels i es va enamorar d'ell. Quan van veure la bengala de Fitz, Simmons va ser capaç d'arribar-hi mentre Daniels distreia l'entitat. Ara, Simmons vol tornar a obrir el portal perquè puguin tornar a salvar Daniels. Fitz accepta ajudar-hi. |                      |                          |                  |                                   |                         |                          |
| 50 | 6                    | «Among Us Hide...»       | Dwight Little    | Drew Z. Greenberg                 | 3 de novembre de 2015   | 3.84                     |
| S.H.I.E.L.D. troba a Garner viu després que Strucker fugís de l'escena. Hunter és substituït per Morse a la missió Ward; ella i May comencen a rastrejar Strucker. Com que Daisy i Mack no van arribar a les instal·lacions de l'ATCU, Coulson la visita ell mateix, mentre que Daisy, Mack i Hunter creuen que la mà dreta de Price, Luther Banks, pot ser Lash. Troben a Banks, el tomben, li prenen part de la sang i colen una càmera a la instal·lació a la qual es dirigia. Quan una anàlisi demostra que Banks no és un inhumà, s'adonen que es troben a les instal·lacions de l’ATCU i són testimonis de Coulson veient arribar un inhumà capturat en una animació suspesa. Price li diu a Coulson que vol "curar" els inhumans perquè no va poder ajudar el seu marit, que va morir de càncer. May i Morse rastregen a Strucker fins a l'apartament de Gideon Malick, amb qui Strucker buscava un santuari. Malick, en canvi, el va lliurar a Hydra a canvi d’un futur favor. Mentre Morse lluita contra els membres d'Hydra, Strucker li diu a May que Garner va sobreviure al seu atac perquè Garner és Lash. |                      |                          |                  |                                   |                         |                          |
| 51 | 7                    | «Chaos Theory»           | David Solomon    | Lauren LeFranc                    | 10 de novembre de 2015  | 3.49                     |
| May s'enfronta verbalment a Garner, que explica que, mentre investigava per S.H.I.E.L.D., va obrir un registre d'inhumans coneguts que pertanyia a la difunta mare de Daisy, que estava ple de trampes per deixar anar Terrigen al seu lector. Les habilitats inhumanes de Garner es van desbloquejar i, quan Garner va ser atret per un inhumà "indigne", es va transformar en Lash i el va matar i com a Garner va trencar amb May. Coulson s'uneix a Price per a una reunió amb el president sobre el brot de persones millorades, però és interromput en ruta per Campbell, que ha deduït que Lash ha de tenir accés al registre. S.H.I.E.L.D. i l'ATCU rastregen Garner i May, aquest últim presa com a ostatge, i Coulson intenta rebentar Garner. Els instints de Lash de Garner volen que mati Campbell i, després que aquest ataqui Lash, només May és capaç de calmar-lo i retornar-lo a la seva forma humana. Campbell adverteix que la forma com a Lash aviat serà permanent, de manera que May fa que l’ATCU posi Garner en estasis fins que es completi la seva cura. Coulson passa la nit amb Price. |                      |                          |                  |                                   |                         |                          |
| 52 | 8                    | «Many Heads, One Tale»   | Garry A. Brown   | Jed Whedon & DJ Doyle             | 17 de novembre de 2015  | 3.60                     |
| Malick sap que Ward vol accedir a una de les cúpules del baró Strucker —que es diu que contenen el veritable poder d'Hydra, que vol utilitzar per matar Coulson—, de manera que envia homes per matar Ward. Ward els derrota i els tortura per conèixer la ubicació de la cúpula. Hunter i Morse entren a l’ATCU, disfressats d’agents de l’FBI que investiguen una bretxa de seguretat provocada pel mòdul de contenció de Garner. Morse descobreix que l'ATCU manté als inhumans fora del lloc i intenta fer-ne més en lloc de curar-los. Coulson s'enfronta a Price, però no n’era conscient perquè el seu soci de negocis de llarga durada, Malick, havia estat dirigint aquest aspecte. Ward irromp a la cúpula i s'enfronta a un impressionat Malick. Quan Fitz i Simmons s'adonen que Daniels va ser enviat pel portal per Hydra com a sacrifici a l'entitat, Malick explica a Ward que es tracta d'un antic Inhuman, Hive (llatí: Alveus), que va ser desterrat a través de el portal i es va fundar Hydra per retornar-lo a la Terra. Si Ward ajuda a Hydra amb això, aleshores Malick l’ajudarà a acabar amb S.H.I.E.L.D. |                      |                          |                  |                                   |                         |                          |
| 53 | 9                    | «Closure»                | Kate Woods       | Brent Fletcher                    | 1 de desembre de 2015   | 3.84                     |
| Al sopar amb Coulson, Price li revela els seus plans per enfrontar-se a Malick, abans de rebre un tret al coll de Ward i morir en braços de Coulson. Coulson s'enfurisma i planeja una venjança immediata contra Ward i HYDRA, interroga els seus companys quan van estar amb Ward fa temps a S.H.I.E.L.D., dividint l'equip en grups: Fitz i Simmons van amb Banks i un equip d'agents de l'ATCU a les oficines on es va desenvolupar el programa Pathfinder, el qual Hdra va utilitzar per enviar gent a l'altre planeta. Però a l'arribar-hi cauen en una emboscada d'Hydra, qui maten Banks i als agents i segresten Fitz i Simmons i són portats al castell medieval anglès des d'on es pot obrir el portal, ja que allà Malick ha assentat el seu centre d'operacions i els obliga a que l'ajudin a obrir el portal. Mentrestant, Bobbi i Hunter van amb Coulson i segresten a Thomas Ward, el germà menor de Grant Ward. Utilitzant d'ostatge a Thomas, Coulson es comunica amb Ward i és capaç de localitzar el lloc on tenen d'ostatges a Fitz i Simmons, a Gloucestershire, la qual cosa, Thomas vol que el seu germà Grant, estigui mort pel que ha fet en el passat i l'alliberen per estar en contacte. Mack, com a director interí de S.H.I.E.L.D., pren la decisió de mobilitzar totes les tropes restants, inclosos els inhumans a la seva disposició, portant a Daisy Johnson, Joey Gutiérrez i Lincoln Campbell, per a realitzar una missió de rescat. HYDRA aconsegueix reobrir el portal, i Fitz s'ofereix a actuar com a guia de l'expedició, per salvar Simmons, anant a més amb un equip d'agents d'Hydra i Ward com a líder de l'equip per ordre de Malick. Quan tot l'equip d'Hydra ingressa al portal i quan està a punt de tancar-se, Coulson apareix saltant des del cel amb paracaigudes i travessa el portal, caient sobre una roca a l'altre planeta i quedant inconscient. |                      |                          |                  |                                   |                         |                          |
| 54 | 10                   | «Maveth»                 | Vincent Misiano  | Jeffrey Bell                      | 8 de desembre de 2015   | 3.85                     |
| A l'altre planeta, Fitz troba a Daniels i convenç a Ward que el necessitaran per trobar el punt de sortida. Mack envia May i els Secret Warriors (Daisy, Lincoln Campbell i Joey Gutiérrez) per trobar a Simmons mentre ell, Morse i Hunter s'infiltren al castell i asseguren la sala on es troba el portal. Simmons s'escapa per ella mateixa després que Campbell apagui el poder d'Hydra i descobreix diversos inhumans que Malick ha reunit com a exèrcit, inclòs Garner. Simmons accepta lliberar Lash per què l'ajudi a escapar dels soldats d'Hydra. Garner es transforma en Lash i mata el soldats, mentre Simmons aconsegueix sortir del campament i es troba amb May, qui la porta amb la resta de l'equip de S.H.I.E.L.D. per reactivar el portal. D'altra banda, May tracta de trobar a Garner que està lliure i va matar als inhumans presos. Durant una tempesta de sorra i aprofitant un millor coneixement de el terreny, Will i Fitz maten els soldats que els mantenien a ratlla i escapen de Ward en arribar a una zona de ruïnes d'una antiga civilització destruïda, que adorava a el monstre del planeta. Per la seva banda, Coulson, comença a seguir-los, arriba on es troba Ward, el fereix en una espatlla, li lliga les mans i l'obliga a que camini davant d'ell per guiar-lo. En arribar a l'antiga civilització, Fitz s'ofereix a curar una ferida que té Will, però quan veu la seva cama, descobreix que no és el Will real, aquest li explica que el veritable Will va morir ajudant a Simmons a escapar del planeta i que ara ell és l'inhumà ocupant el seu cos i el colpeja. Ward i Coulson veuen Fitz i Will en la distància i mentre Coulson es distreu tractant de salvar Fitz, Ward el colpeja des del darrere, però Coulson utilitza la seva mà protètica per matar Ward, mentre que Fitz utilitza una llampada per destruir el cos de Daniels. Coulson i Fitz aconsegueixen tornar a la Terra a través del portal i escapar al costat de Daisy i Mack abans de destruir el castell, però l'inhumà (un paràsit) també ho fa, ara ocupant el cos de Ward i es troba amb Malick. |                      |                          |                  |                                   |                         |                          |
| 55 | 11                   | «Bouncing Back»          | Ron Underwood    | Monica Owusu-Breen                | 8 de març de 2016       | 3.52                     |
| Dos mesos després de la batalla a Maveth, els agents de S.H.I.E.L.D. arriben a Bogotà per investigar una inhumana que robava armes a la policia. La dona, Elena Rodriguez, és capturada malgrat la seva velocitat sobrehumana (amb la limitació de que torna a on era quan va començar a moure's després d'un batec del cor) i revela que estava destruint les armes per evitar el seu mal ús per agents de policia corruptes. Coulson utilitza la màquina que va restaurar els seus records en Strucker —que es troba en un estat vegetatiu després d’un brutal tractament per part dels homes de Malick— i descobreix on va contactar amb Malick. Coulson fa servir el telèfon per trobar moltes de les instal·lacions de Malick, que aquest apaga ràpidament. La policia segresta a Morse i Hunter utilitzant el seu propi inhumà, Lucio, que pot petrificar temporalment qualsevol persona utilitzant el contacte visual. Rodriguez ajuda S.H.I.E.L.D. en el rescat de la parella, i tot i que Lucio és capturat per Hydra, Rodríguez accepta unir-se als Secrets Warriors secrets; roman a Colòmbia, de guàrdia. Ellis informa a Coulson que el nou cap de l'ATCU serà Glenn Talbot, que informarà directament a Coulson. |                      |                          |                  |                                   |                         |                          |
| 56 | 12                   | «The Inside Man»         | John Terlesky    | Craig Titley                      | 15 de març de 2016      | 2.94                     |
| Talbot i Coulson es reuneixen a Taiwan amb delegats de diversos països per debatre sobre els inhumans, acompanyats per Carl Creel-un ésser humà que va sobreviure a la terrigenesi gràcies a l'experimentació d'Hydra i del que Simmons creu que la seva sang podria utilitzar-se per "curar" inhumans que encara no han fet la transició, idea que no agrada a Daisy Johnson. Coulson sospita que un dels delegats és un home infiltrat per Malick i envia a Hunter, Morse i May a esbrinar qui és. Hunter, veient a Creel actuant amb recel, el segueix descobreix el fill de Talbot en estasis en una cambra especialitzada. També descobreixen que el govern australià ha capturat un inhumà, Eden Fesi, per experimentar. Talbot es torna contra Coulson quan arriba Malick, revelant-se com un espia forçós a causa del seu fill segrestat, mentre el segon convenç els delegats que Coulson és el líder d'Hydra, i que haurien de treballar amb ell en la construcció d'un santuari per inhumans a l'estepa russa. Per la seva banda, May llibera el fill de Talbot, permetent que aquesta se'n vagi amb Coulson. Els agents de S.H.I.E.L.D. rescaten Eden Fesi, mentre que per la seva banda el paràsit restaura completament el cos de Ward, el qual està utilitzant, en alimentar-se de cinc humans posats a la seva disposició per Hydra. Hunter i Bobbi rastregen a Malick sortint de l'edifici i el segueixen fins a un avió que es dirigeix a Rússia, en el qual aconsegueixen colar-se. |                      |                          |                  |                                   |                         |                          |
| 57 | 13                   | «Parting Shot»           | Michael Zinberg  | Paul Zbyszewski                   | 22 de març de 2016      | 2.88                     |
| Bobbi i Hunter són interrogats per un agent de la Interpol sobre l'assassinat d'Anton Petrov. 34 hores abans, Hunter i Morse segueixen a Malick fins a una instal·lació desactivada a Sibèria, on el delegat rus Anton Petrov vol construir el santuari contra els desitjos del primer ministre rus Dimitri Olshenko. Amb l'ajut de May, Daisy i Mack, Bobbi sorprèn a Malick enmig d'una discussió amb Petrov. May i Hunter descobreixen el cos d'un ajudant del primer ministre rus. Mort per Petrov, va dir que estava en contra del pla d’establir una base d'HYDRA. Malick pretén aliar-se amb els inhumans i matar aquest home no el farà renunciar a la resurrecció de HYDRA. Coulson entén així que s'està preparant un complot per matar el primer ministre Olshenko i involucra a May, Mack, Daisy, Bobbi i Hunter. Mentre el primer ministre té la intenció d’arrestar Petrov, apareix una nova amenaça: un inhumà capaç de modificar la seva densitat i esdevenir invisible. Tot i els poders de Daisy i les habilitats de Bobbi, la criatura és massa forta. Simmons descobreix que és el general Androvich, ministre rus de Defensa, qui fa que aquesta criatura aparegui per voluntat pròpia. Bobbi pren la decisió d'arrestar-lo: dispara al general rus amb una pistola davant de testimonis, permetent ser deteninguda al mateix temps que Hunter que volia evacuar el primer ministre. Tot i els càrrecs contra ells, Bobbi i Hunter finalment són alliberats gràcies a la intervenció del president Ellis. Però per tal de deixar les coses clares a l’opinió pública i no revelar l'existència de S.H.I.E.L.D., els dos agents són oficialment renegats. Ellis insta Olshenko a no tornar a estar mai en cap servei. Bobbi i Hunter són alliberats i poden tornar als Estats Units. Com que estan vigilats pel govern per assegurar-se que deixaran de ser oficialment espies, la parella rep adéus llunyans dels seus companys en un bar. |                      |                          |                  |                                   |                         |                          |
| 58 | 14                   | «Watchdogs»              | Jesse Bochco     | Drew Z. Greenberg                 | 29 de març de 2016      | 3.20                     |
| Mack, lluitant amb la sortida de Morse i Hunter, es pren un temps lliure per estar amb el seu germà Ruben. Quan un grup d’odi en línia anomenat Watchdogs utilitza bombes de nitramene desenvolupades per Howard Stark per realitzar un atac terrorista a una instal·lació de l’ATCU, Coulson sospita que l'antic agent de S.H.I.E.L.D. Felix Blake -que s'havia compromès amb l'avanç de la tecnologia del nitramene i que va desaparèixer amb l'esquena trencada per Deathlok- podria ser qui lideri el grup. Fitz i Daisy van a buscar un tipus que coneix els detalls sobre els Watchdogs i els diu on es reuneixen. Per la seva banda, May i Simmons esbrinen on es troba Lash; Coulson va amb Lincoln a una de les cases segures conegudes de Blake, on es troben amb una versió hologràfica de l'exagent; ell els revela que Hydra li està donant suport en la seva croada contra els inhumans. Quan Mack, Daisy i Fitz investiguen a Blake a la base, són interromputs per Ruben causant que siguin descoberts i Fitz és adherit a una bomba de nitramene i Daisy aconsegueix treure'l amb nitrogen fred, Ruben es decep de Mack quan aquest abandona els seus plans amb ell per anar a investigar la base dels Watchdogs, i aquest es veu obligat a revelar la seva pertinença a S.H.I.E.L.D. Els Watchdogs arriben per eliminar-los, encara que després que Mack quedi ferit, Ruben aconsegueix fer les paus amb Mack al salvar-lo de l'atac dels Watchdogs que gairebé els mata a tots dos i aconseguir arrestar-los. Daisy descobreix amb Coulson que l'atac va ser una tapadora de HYDRA per robar alguna cosa a l'ATCU per a Blake. |                      |                          |                  |                                   |                         |                          |
| 59 | 15                   | «Spacetime»              | Kevin Tancharoen | Maurissa Tancharoen & Jed Whedon  | 5 d'abril de 2016       | 2.81                     |
| S.H.I.E.L.D. atén una trucada d'emergència de la ciutat de Nova York en la qual demanen per Daisy Johnson, i troben a qui la va fer, un home a qui li va ser mostrada la visió de la seva mort en fer contacte accidentalment amb la pell de l'inhumà Charles Hinton. L'equip de S.H.I.E.L.D. arriba just a temps perquè Daisy parli amb aquest home qui és ràpidament assassinat per un equip de Hydra que arriba per segrestar a l'inhumà, encara Daisy arriba a tocar la seva mà abans que l'hi portin, tenint una visió de la mort de l'inhumà. Mentrestant, Hive li promet a Malick la recompensa del "veritable poder" en agraïment per portar-lo de tornada de Maveth (el planeta on estava atrapat) amb el cos de Grant Ward, i utilitza a Hinton per obtenir el prototip d'un poderós exoesquelet d'una companyia tecnològica, el qual lliura a Malick perquè l'utilitzi. Buscant provar que el futur no és una cosa certa i inamovible, S.H.I.E.L.D. intenta evitar que les visions es compleixin enviant a May en lloc de Daisy, a qui la visió mostrava, per salvar Hinton, però a l'últim moment, quan estan per sortir en missió, arriba a la base el doctor Garner, afirmant que vol acomiadar-se de May ja que està a punt de transformar-se en Lash de forma definitiva. Daisy finalment va l'edifici de la corporació on l'equip de rastreig mostra que està captiu Hinton, i a l'infiltrar-se en les càmeres de seguretat, l'equip es sorprèn el topar-se amb la figura de Ward, per la qual cosa, Coulson va en la seva ajuda amb reforços. Daisy segueix a Hydra fins a la terrassa de l'edifici, però és atacada per Malick i el seu exoesquelet, Lincoln s'enfronta a Ward, però queda ferit, ja a l'últim moment, Daisy és salvada per Hinton, qui toca a Malick, patint una visió futura i deixant anar a Daisy. Abans de caure i escapar, Malick colpeja a Hinton, qui queda molt malferit, i abans de morir toca una vegada més a Daisy, donant-li una visió d'un agent de S.H.I.E.L.D., de qui només es pot veure la seva espatlla amb el logo de l'organització, morint a l'espai a l'interior del que sembla ser una nau espacial. A la fi, l'inhumà paràsit revela que l'exoesquelet no era el que li interessava i Malick en escapar, sent una mica de por pel que va veure sobre el seu futur. |                      |                          |                  |                                   |                         |                          |
| 60 | 16                   | «Paradise Lost»          | Wendey Stanzler  | George Kitson & Sharla Oliver     | 12 d'abril de 2016      | 3.01                     |
| El pare de Malick va morir el 1970, deixant-lo a ell i al seu germà Nathaniel dirigint el costat "religiós" d'Hydra, inclòs l'enviament periòdic d'un "viatger" sacrificat —escollit a l'atzar des del cercle interior d'Hydra— a través del portal perquè Hive hi habités fins al seu retorn. Descobrint que el seu pare feia servir un truc per no ser mai escollit com a viatger, Gideon fa el mateix i Nathaniel és escollit. En el present, Gideon explica a la seva filla Stephanie la seva visió: creu que va veure la seva pròpia mort a mans de Hive. Daisy i Campbell localitzen J.T. James, un inhumà que no va passar la Terragenesis amb coneixement de Hive que els proporciona un antic dispositiu Kree. La resta de S.H.I.E.L.D. captura Giyera, la mà dreta de Gideon que ara és fidel a Hive; un inhumà telekinètic, Giyera pren el control del seu avió i el dirigeix cap a una base d’Hydra amb la major part de S.H.I.E.L.D. com els seus presoners. Hive arriba a casa dels Malicks i li revela a Gideon que té els records de Nathaniel. Com a càstig per la traïció de Nathaniel per part de Gideon, Hive assassina a Stephanie davant seu. |                      |                          |                  |                                   |                         |                          |
| 61 | 17                   | «The Team»               | Elodie Keene     | DJ Doyle                          | 19 d'abril de 2016      | 2.85                     |
| Daisy i Campbell s'uneixen a Gutiérrez i Rodriguez com a Secret Warriors i s'infiltren a la base d’Hydra per alliberar S.H.I.E.L.D. Gutiérrez mata a Lucio en aquest procés, mentre que Campbell captura Malick. Durant els interrogatoris, Malick explica a Coulson que Hive pot infectar la ment dels inhumans, advertint-lo que no confiï en cap dels Secret Warriors. Simmons confirma per una autòpsia de Lucio que els paràsits de Hive li van infectar el cervell, i el mateix podria haver passat a qualsevol dels Secret Warriors. Quan Malick és trobat mort, els agents humans atrapen els inhumans en quarantena i escorcollen les seves pertinences. Descobreixen el dispositiu Kree en poder de Campbell en lloc de bloquejat; Campbell protesta, però els altres tres són alliberats. Aquella nit, Daisy visita Campbell i s'ofereix a lliberar-lo. Campbell es nega quan s'adona que Hive està controlant Daisy, i la va utilitzar per assassinar Malick i culpar-lo. Daisy surt sola, creant un terratrèmol per destruir la base de S.H.I.E.L.D. amb tothom a dins. |                      |                          |                  |                                   |                         |                          |
| 62 | 18                   | «The Singularity»        | Garry A. Brown   | Lauren LeFranc                    | 26 d'abril de 2016      | 3.22                     |
| L'equip de S.H.I.E.L.D., fugint de la base principalment il·lesos i sabent que Daisy els hauria pogut matar a tots, creu que hi ha esperança d’alliberar-la d’Hive. Fitz i Simmons busquen el transhumanista Holden Radcliffe, que creu en la millora de la humanitat mitjançant la tecnologia, i els estudis dels paràsits podrien ajudar a contrarestar les habilitats de Hive. Hive converteix Alisha Whitley (una aliada inhumana duplicadora de S.H.I.E.L.D.) i James (després de donar-li terrigen que li permet infondre objectes) a la seva causa, i porta aquest incipient exèrcit a interrompre Fitz i Simmons: Daisy adverteix Fitz de la seva visió; els records de Hive sobre Daniels sol·liciten a Simmons que continuï amb la seva vida romàntica; i els altres segresten Radcliffe, portant-lo a una ciutat que Hive va comprar amb la fortuna restant de Malick, on té intenció de recrear els experiments originals dels Kree que van fer els primers inhumans. Talbot i l'ATCU utilitzen la informació final de Malick per desmantellar completament la infraestructura restant d'Hydra, i Fitz i Simmons finalment consumen la seva relació. |                      |                          |                  |                                   |                         |                          |
| 63 | 19                   | «Failed Experiments»     | Wendey Stanzler  | Brent Fletcher                    | 3 de maig de 2016       | 2.92                     |
| El primer intent de Radcliffe de convertir els humans en inhumans fracassa, ja que requereix sang Kree. Fitz i Simmons intenten combinar la seva curació potencial inhumana amb el que saben de la investigació de Radcliffe, però requereixen un subjecte de prova inhumà; Campbell s'ofereix voluntari, comprometent greument el seu sistema immunitari i aparentment demostrant que la cura no pot alliberar la connexió dels Inhumans amb Hive. S.H.I.E.L.D. localitza la ciutat de Hive i Mack i May dirigeixen un equip per intentar alliberar els altres simplement matant Hive. Aquest últim activa l’artefacte Kree, un far que crida a dos Kree reapers (segadors) a la ciutat. Assassinen a Whitley ràpidament. Daisy i Hive s'enfronten a un reaper cadascú, Daisy mata al seu oponent i comença a drenar la seva sang, necessària per als experiments del doctor Radcliffe, però és detinguda per Mack, en dir-li que raoni, i en no entendre'l, destrueix el cos de l'extraterrestre abans de poder acabar el procediment. Hive, sense saber això, derrota al Kree amb el qual es barallava i destrueix el seu cos, per demostrar-los el poderós que s'ha tornat, sent observat per May i l'equip abans d'obrir foc, però fallen i es retiren. Daisy, enutjada amb Mack, l'ataca i està a punt de matar-lo, quan May li dispara per l'espatlla, portant-se a Mack en una càpsula d'escapament. Daisy ofereix la seva pròpia sang per a l'experiment, explicant-li a Hive com Coulson va fer que li injectessin amb sang Kree anys enrere per salvar la vida després que Ian Quinn li disparés, sense saber res d'ell. Nota: Els successos d'aquest episodi tenen lloc abans de Captain America: Civil War. |                      |                          |                  |                                   |                         |                          |
| 64 | 20                   | «Emancipation»           | Vincent Misiano  | Craig Titley                      | 10 de maig de 2016      | 2.93                     |
| Després de la signatura dels Acords de Sokovia, Talbot i Coulson discuteixen el registre dels agents inhumans, amb Coulson portant Talbot a la base de S.H.I.E.L.D. per presentar-li a Rodriguez i Lash, explicar la situació de Hive i mostrar-li la necessitat de mantenir l'anonimat dels Secret Warriors. Hive captura diversos gossos de vigilància per al següent intent d'experiment de Radcliffe; són horriblement mutats en inhumans primitius, però cauen sota el control de Hive, cosa que el fa procedir al seu pla definitiu: utilitzar una ogiva (que va ser robada a l'ATCU) per difondre el nou patogen de Radcliffe arreu del món i transformar tots els humans en aquests inhumans primitius. Campbell contacta amb Daisy i la convenç que vol estar amb ella. En piratejar els sistemes de S.H.I.E.L.D. mentre la seva sang es drenada, Daisy l'ajuda a escapar de la base de S.H.I.E.L.D. en un quinjet. Tanmateix, això va ser un engany per part de S.H.I.E.L.D., amb Lash que va arribar en lloc de Campbell. Lash utilitza les seves habilitats per alliberar Daisy del poder de Hive, però és assassinat per James. Daisy s'escapa de nou a S.H.I.E.L.D. Nota: Els successos d'aquest episodi tenen lloc després de Captain America: Civil War. |                      |                          |                  |                                   |                         |                          |
| 65 | 21                   | «Absolution»             | Billy Gierhart   | Chris Dingess & Drew Z. Greenberg | 17 de maig de 2016      | 3.03                     |
| S.H.I.E.L.D. manté a Daisy en contenció mentre mostra símptomes d'abstinència després de perdre la seva connexió amb Hive, però la seva informació els permet trobar la base des de la qual Hive intenta llançar la ogiva. Amb els contactes militars de Talbot, S.H.I.E.L.D. és capaç de desactivar el coet mentre un equip d’agents s'infiltra a la base, captura Hive i extreu Radcliffe, amb el darrer acordant cooperar amb S.H.I.E.L.D. i revelant que el procés de conversió en inhumans primitius és irreversible. Giyera i James roben l'ogiva i, mentre S.H.I.E.L.D. se centra a localitzar-la, detonen una bomba que havien introduït de contraban a l'hangar de S.H.I.E.L.D., alliberant part del patogen de Radcliffe. Diversos agents de S.H.I.E.L.D. es transformen en primitius, alliberant Hive de la seva contenció i procedeix a robar el comandament mòbil del Zephyr One, el comandament mòbil aerotransportat de S.H.I.E.L.D. que podria portar l'ogiva prou alta perquè el patogen transformés una gran part de la humanitat. Daisy s'escapa i s'enfronta a Hive, suplicant-li que torni a connectar amb ella. |                      |                          |                  |                                   |                         |                          |
| 66 | 22                   | «Ascension»              | Kevin Tancharoen | Jed Whedon                        | 17 de maig de 2016      | 3.03                     |
| Hive s'adona que Lash ha fet que Daisy sigui impermeable a la seva influència, de manera que, en canvi, la domina i la segresta. Giyera i James li porten l'ogiva, mentre que molts dels primitius es queden per matar la resta de S.H.I.E.L.D. May i Fitz s'infiltren en el Zephyr One i alliberen Daisy. Fitz mata a Giyera, mentre que Coulson i els altres eviten els primitius i escapen de la base en un quinjet, abordant el Zephyr One. Coulson planeja enviar l'ogiva a l'espai en el quinjet per detonar-lo amb seguretat, i Daisy creu que ha d'anar-hi dins per expiar les seves accions sota el control de Hive i complir la seva visió. Entra al quinjet, on es troba enfrontada amb Hive, però Campbell la llença fora i fregeix els controls manuals del jet, ascendint a l'espai, on l'ogiva detona i els mata tant a ell com a Hive, complint així la visió de Daisy. Sis mesos després, Daisy ha deixat S.H.I.E.L.D. i opera com la vigilant "Quake", evadint Coulson, que ja no és director de S.H.I.E.L.D. Radcliffe puja la seva intel·ligència artificial AIDA a un Life Model Decoy. |                      |                          |                  |                                   |                         |                          |

### Temporada 4
| Ghost Rider |    |                                  |                    |                                  |                        |      |
| 67 | 1  | «The Ghost»                      | Billy Gierhart     | Jed Whedon & Maurissa Tancharoen | 20 de setembre de 2016 | 3.44 |
| L'angia agent de S.H.I.E.L.D. Daisy Johnson, ara la vigilant "Quake". Mentre vigila a afiliats al grup terrorista Watchdogs a Los Angeles els membres de Aryan Brotherhood són assassinats pel Ghost Rider. Els agents Phil Coulson i Alphonso Mackenzie, a qui el nou S.H.I.E.L.D. tenia prohibit buscar Daisy pel nou director Jeffrey Mace, van ser destinats a la seva ubicació per l'agent Melinda May. L’agent Leo Fitz descobreix que l'aliat de S.H.I.E.L.D. Holden Radcliffe ha creat l'androide Aida, i accepta ajudar a perfeccionar-la. Ho amaga a la seva xicota, l'agent Jemma Simmons, que es troba al cercle intern del director. Simmons descobreix que Coulson i Mack estan investigant Daisy i ordena a May que els aturi. Aquesta darrera arriba a trobar-los vigilant gàngsters xinesos que van comprar una arma de la germandat: una figura mística, que transforma els membres de la colla en enbogits i infecta secretament també a May. Daisy localitza el Ghost Rider, però la derrota. Més tard veu la seva forma humana, el mecànic Robbie Reyes, que té cura del seu germà discapacitat Gabe. |    |                                  |                    |                                  |                        |      |
| 68 | 2  | «Meet the New Boss»              | Vincent Misiano    | Drew Z. Greenberg                | 27 de setembre de 2016 | 2.95 |
| S.H.I.E.L.D. i Daisy investiguen independentment la figura, un aparent fantasma d'una dona anomenada Lucy Bauer, ambdues concloent que treballava en una instal·lació abandonada, Momentum Energy. Daisy s'enfronta de nou a Reyes, i ell la torna a dominar. Contenint-la, Reyes busca les pertinences de Daisy i descobreix les seves investigacions sobre Momentum. Se’n va, i Daisy escapa de les seves restriccions. Mentre Mace planeja anunciar oficialment S.H.I.E.L.D. com a organització legítima de nou, May infectada es torna cada vegada més paranoica, veient a totes les persones com a monstres i, finalment, atacant altres agents. Mace frena May amb la seva força sobrehumana i promet cuidar-la. Mack i Fitz arriben a Momentum per trobar més fantasmes que intenten explotar-los amb ells. Ghost Rider intervé, destruint un dels fantasmes, i Daisy arriba per aturar S.H.I.E.L.D. En lloc de tornar a unir-se a S.H.I.E.L.D., Daisy accepta treballar amb Reyes, que creu que les accions dels fantasmes i Watchdogs poden estar relacionades amb ell. |    |                                  |                    |                                  |                        |      |
| 69 | 3  | «Uprising»                       | Magnus Martens     | Craig Titley                     | 11 d'octubre de 2016   | 2.68 |
| L'actiu inhumà de S.H.I.E.L.D. Elena Rodriguez està atrapada en una apagada a Miami. Reyes i Daisy es troben atrapats en un altre a Los Angeles. Un grup que afirma ser la resistència inhumana, que lluita contra el registre dels Acords de Sokovia, assumeix la seva responsabilitat. Reyes explica que el seu oncle, Eli Morrow, va ser empresonat per haver provocat una explosió a Momentum que aparentment va crear els fantasmes; creu que l'expiació dels pecats de Morrow pagarà el seu deute amb el Diable i alliberarà Reyes del Ghost Rider. A casa dels Reyes, Gabe s'adona que Daisy és Quake i li demana que deixi tranquil a Robbie. Radcliffe i Simmons "curen" May matant-la i revivint-la. Coulson, Mack i Fitz salven Rodriguez d'un grup de Watchdogs i troben el EMP que va provocar l'apagada; va ser activat pels Watchdogs, que tenien accés a la llista d'inhumans registrats de SHIELD, i compten amb el suport de la senadora Ellen Nadeer, el germà del qual Vijay Nadeer està embolicat en un capoll inhumà terrigen. Amb l'esperança de pal·liar les pors públiques dels inhumans, Mace anuncia el retorn de S.H.I.E.L.D.                                                                                              |    |                                  |                    |                                  |                        |      |
| 70 | 4  | «Let Me Stand Next to Your Fire» | Brad Turner        | Matt Owens                       | 18 d'octubre de 2016   | 2.34 |
| Daisy coacciona Simmons per ajudar a rastrejar les accions dels Watchdogs, descobrint que el grup va piratejar la llista d'inhumans mitjançant un dispositiu de control d'un inhumà. Coulson visita Morrow a la presó, però no obté respostes. Reyes arriba a parlar amb Morrow, i Mack el reconeix com el Ghost Rider; capturen Reyes i es guanyen la seva confiança. Visita Morrow i s'assabenta que l'explosió de Momentum va ser causada per un grup de científics que estudiaven el misteriós llibre "Darkhold". Només va sobreviure el marit de Lucy, Joseph, a qui Morrow havia posat en coma intentant aturar els experiments. Daisy i Simmons troben el següent Inhumà a la llista, J.T. James, i destrueix el seu monitor, però els traeix; odia ser inhumà i ajuda els Watchdogs. Coulson i Mack, alertats per la destrucció del monitor, arriben per salvar Daisy i Simmons. El Ghost Rider derrota a James. Després aconsegueixen que May ajudi a trobar el "Darkhold". Aida va supervisar la recuperació de May com a test de Turing de Radcliffe, però Simmons dedueix la seva veritable naturalesa, mentre s'estava preparant per fer una prova de detecció de mentides per Mace.                                                      |    |                                  |                    |                                  |                        |      |
| 71 | 5  | «Lockup»                         | Kate Woods         | Nora Zuckerman & Lilla Zuckerman | 25 d'octubre de 2016   | 2.30 |
| Lucy utilitza el seu estat fantasmal per despertar Joseph i preguntar-li on amagava el "Darkhold". Coulson arriba, i és capaç d’assabentar-se’n abans que Joseph mori per la seva "infecció". Coulson decideix utilitzar Morrow contra Lucy, però no ho explica a Mace. Aquest darrer, l'aprovació pública del qual va ser elevada després de les heroicitats durant un bombardeig a Viena, es fa més popular després de revelar la seva condició inhumana en un debat televisiu amb Nadeer. No obstant, Simmons amenaça amb revelar la veritat sobre les seves accions a Viena i accepta eximir-la de qualsevol prova de detecció de mentides. A la presó, Lucy infecta el personal, que ataca Coulson i May. Daisy els salva mentre Mack i Reyes lliberen a Morrow. Reyes s'enfronta a l'últim membre de la banda "Fifth Street Locos" que havia paralitzat Gabe en un cop remunerat. Reyes perd el control i el Ghost Rider mata el presoner. Això permet a Lucy segrestar Morrow, l'ajuda del qual necessita. Mace es troba secretament amb Nadeer i accepta ajudar-la quan el fa xantatge amb imatges de les accions del Ghost Rider mentre treballa amb S.H.I.E.L.D.                                                                             |    |                                  |                    |                                  |                        |      |
| 72 | 6  | «The Good Samaritan»             | Billy Gierhart     | Jeffrey Bell                     | 1 de novembre de 2016  | 2.43 |
| Mace envia a Simmons a una tasca secreta, després agafa un equip per pujar a l'avió de Coulson i detenir Reyes i Daisy. La parella s'amaga en un mòdul de contenció amb Gabe, on Robbie explica que ell i Gabe van sortir furtivament per córrer amb el cotxe de Morrow, però van ser atacats pels Locos. Gabe va quedar paralitzat i Robbie va morir. Robbie va prometre a una veu desconeguda que buscaria venjança si li donava una segona oportunitat i va ressuscitar quan un desconegut li va passar l'esperit del Ghost Rider. Mace troba els fugitius, però és superat pel Ghost Rider. Accepta utilitzar Robbie contra Lucy, i Fitz la rastreja fins a una central elèctrica abandonada de Roxxon. May agafa i oculta el "Darkhold" mentre Robbie destrueix Lucy, després que aquesta reveli que Morrow anhela el poder del "Darkhold" per a ell mateix. Els seus experiments van crear els fantasmes i Joseph havia ordenat el cop al cotxe de Morrow per aturar-lo. Morrow ara utilitza una versió millorada de la màquina Momentum per tenir el poder de crear matèria. Robbie, Fitz i Coulson desapareixen. |    |                                  |                    |                                  |                        |      |
| 73 | 7  | «Deals with Our Devils»          | Jesse Bochco       | DJ Doyle                         | 29 de novembre de 2016 | 2.41 |
| Coulson, Fitz i Reyes queden atrapats entre dimensions i observen impotents com Morrow mata a diversos agents i s'escapa. Fitz escolta Mace discutint amb Nadeer; necessita que Simmons entengui la tecnologia de Morrow, però ha estat portada al germà de Nadeer, a qui ajuda a escapar del capoll terrigen. En absència de Simmons, Radcliffe estudia la tecnologia i May presenta el "Darkhold" per salvar Coulson. Radcliffe creu que el llibre conté massa coneixement perquè una persona pugui processar-lo, però Aida pot llegir-lo, revelant la seva naturalesa androide a Coulson i May. Aida construeix un portal a través del qual tornen Coulson i Fitz. Durant aquest temps, l'esperit del Ghost Rider havia abandonat Reyes i posseïa Mack per evitar l'altra dimensió, on havia estat abans. Reyes s'enfronta a l'esperit, prometent servir-lo fins i tot després de vèncer Morrow si deixa Mack. Està d’acord i Reyes torna amb ell a través del portal. En secret, Aida comença a experimentar amb els seus nous coneixements a partir del "Darkhold", creant un cervell artificial. |    |                                  |                    |                                  |                        |      |
| 74 | 8  | «The Laws of Inferno Dynamics»   | Kevin Tancharoen   | Paul Zbyszewski                  | 6 de desembre de 2016  | 2.37 |
| Coulson li diu a Mace que Aida és un androide i accepta utilitzar-la en la lluita contra Morrow. També aprova un equip format per Rodriguez, Reyes i Daisy, sempre que aquests dos últims mantinguin un perfil baix. L'equip localitza Morrow en un edifici abandonat, però, al principi, només Reyes pot arribar, caient a la trampa de Morrow. En veure la càmera corporal de Reyes, Fitz dedueix que Morrow treu el seu poder de l'altra dimensió i ha creat un nucli de dimoni que podria destruir la meitat de la ciutat si s'activa. Aida crea un nou portal dimensional sota el nucli de dimoni, a través del qual s'arrossega el dispositiu i Morrow. Reyes també cau pel portal després d'utilitzar el Ghost Rider per mantenir Morrow al seu lloc. Daisy és vista pels mitjans locals i Mace neteja públicament el seu nom, restablint-la com a agent de S.H.I.E.L.D. Després, permet a Radcliffe continuar treballant en el seu programa Life Model Decoy (LMD) després del seu èxit amb Aida, que ha substituït secretament May per un LMD. |    |                                  |                    |                                  |                        |      |
| LMD |    |                                  |                    |                                  |                        |      |
| 75 | 9  | «Broken Promises»                | Garry A. Brown     | Brent Fletcher                   | 10 de gener de 2017    | 2.72 |
| Fitz i Radcliffe són enviats per esborrar la memòria d'Aida del Darkhold, però ella revela la seva nova sensibilitat i els domina. Prenent el control dels sistemes de S.H.I.E.L.D., Aida troba el Darkhold després que Coulson doni la seva ubicació al LMD de May (que no sap que no és la veritable May). Fitz consegueix prendre el control dels sistemes abans que Aida s'escapi i Mack la decapita. Més tard, Radcliffe es lamenta davant d'un nou model d'Aida, ja que havia programat l'aparent sensibilitat de l'original en un intent de robar el Darkhold. La senadora Nadeer ordena a un grup de Watchdogs que matin un Vijay ara recuperat, però ell la convenç de perdonar-lo, ja que la seva llarga terrigènesi sembla no haver-lo afectat. Simmons, després d'haver identificat a Vijay a partir de les fotografies, arriba amb Mace i Daisy, ja que Vijay descobreix que ara té súper reflexos. Ellen el convenç de marxar amb ella, però després li dispara a l'estómac. Ellen demana als Watchdogs reforços de "The Superior" mentre el cos d'en Vijay és deixat caure a un llac i envoltat per un altre capoll de terrigènesi. |    |                                  |                    |                                  |                        |      |
| 76 | 10 | «The Patriot»                    | Kevin Tancharoen   | James C. Oliver & Sharla Oliver  | 17 de gener de 2017    | 2.03 |
| Mace fa una conferència de premsa per a Daisy, celebrant les seves accions "encobertes", fins que un franctirador intenta assassinar-lo. Coulson i Mack escorten Mace i l'agent de RP Burrows —que sovint es veu a prop de Mace amb un maletí misteriós— fins a un quinjet, però explota. a mig vol. Burrows és llançat de l'avió amb el maletí i els altres s'estavellan en un bosc. Allà, troben ex-agents d'Hydra, contractats pels Watchdogs, que han recuperat el cos de Burrows. En la baralla següent, en Mace intenta treure un sèrum del maletí, però es destrueix i queda ferit. Mace explica que no és un Inhumà i que va obtenir les seves habilitats gràcies a un súper sèrum del govern per crear un líder de confiança i millorat de S.H.I.E.L.D. Després del seu rescat per Daisy i el LMD de May, Coulson li diu a Mace que continuï com "el Patriot", la cara i líder polític de S.H.I.E.L.D, mentre Coulson recupera el comandament de les operacions. La LMD de May descobreix el seu esquelet robòtic a partir d'una ferida i Fitz comença secretament a estudiar el cap tallat d'Aida. |    |                                  |                    |                                  |                        |      |
| 77 | 11 | «Wake Up»                        | Jesse Bochco       | Drew Z. Greenberg                | 24 de gener de 2017    | 2.00 |
| Daisy i Mace assisteixen a una audiència del Senat dels Estats Units per ratificar la signatura dels acords de Sokovia per part del primer, amb la senadora Nadeer qüestionant les accions encobertes de Daisy. Coulson i Rodriguez s'infiltren a l'oficina de Nadeer per instal·lar-hi dispositius de vigilància, però són descoberts, donant a Nadeer una excusa per iniciar una investigació completa de S.H.I.E.L.D. La LMD de May s'adona que inconscientment va filtrar els detalls del pla de Coulson i s'enfronta a Radcliffe, mentre Fitz descobreix la traïció de Radcliffe a partir de la programació original d'Aida. Radcliffe explica a la LMD que la seva programació no li permetrà revelar la seva naturalesa a ningú més, just abans que S.H.I.E.L.D. arribi i l'arresti. Fitz s'enfronta més tard a Radcliffe a la seva cel·la i dedueix que també és un LMD: el veritable Radcliffe va buscar protecció en Nadeer després del fracàs inicial d'Aida. Ell i Aida tenen la veritable May captiva amb ells, la seva ment en una simulació de realitat virtual d'un tràgic esdeveniment passat. Mentrestant, Mack i Rodríguez s'han apropat i li parla de la seva filla Hope d'un matrimoni passat que va morir quan era una criatura. |    |                                  |                    |                                  |                        |      |
| 78 | 12 | «Hot Potato Soup»                | Nina Lopez-Corrado | Craig Titley                     | 31 de gener de 2017    | 2.15 |
| L'agent Billy Koenig, a qui Coulson va confiar el Darkhold, és segrestat pels Watchdogs. Nadeer porta Radcliffe al Superior, l'industrial solitari Anton Ivanov, i Radcliffe escaneja el cervell de Koenig per saber que el Darkhold estava amagat al Labyrinth, una instal·lació de S.H.I.E.L.D. només coneguda per la família Koenig. Coulson assegura la protecció de la resta de la família Koenig, que s'emporta amb ell, la May LMD i a la Daisy per aconseguir el llibre. El Radcliffe LMD revela que Radcliffe coneix el pare estrany de Fitz i ha creat un altre LMD. Simmons recorda que en Radcliffe va escanejar el cervell de May quan l'estaven curant de la influència de la Lucy i adverteix a la Daisy de l'LMD de May a temps per evitar que prengui el "Darkhold" i mati en Coulson. Els Watchdogs arriben amb Billy i Radcliffe roba el Darkhold en la baralla següent. Més tard S.H.I.E.L.D. destrueix les restes de la primera Aida i el Radcliffe LMD. Ivanov explica a Radcliffe que planeja utilitzar el "Darkhold" per destruir tant els Inhumans com l'home que sembla estar darrere de les recents crisis alienígenes: Coulson.                                                                                            |    |                                  |                    |                                  |                        |      |
| 79 | 13 | «BOOM»                           | Billy Gierhart     | Nora Zuckerman & Lilla Zuckerman | 7 de febrer de 2017    | 2.08 |
| Coulson i Mack localitzen l'Agnes Kitsworth, l'antiga amant i parella de Radcliffe. Radcliffe va abandonar Kitsworth després que se li diagnostiqués un càncer terminal, i va modelar Aida com ella. Coulson convenç Kitsworth de reunir-se amb Radcliffe. En cas que la Nadeer sigui una inhumana com el seu germà, l'Ivanov envia al Watchdog Tucker Shockley per exposar-la al terrigen (proporcionat per Radcliffe), però la substància el transforma a ell en lloc d'això. Shockley explota, matant a Nadeer, i després les seves molècules es tornen a reunir. Ivanov accepta utilitzar la nova habilitat de Shockley contra S.H.I.E.L.D. Radcliffe es troba amb Kitsworth i la convenç que pot salvar-li la vida si escapa amb ell abans que S.H.I.E.L.D. els capti. La Daisy s'enfronta a en Shockley i el distreu el temps suficient perquè Fitz i Simmons el continguin en un dispositiu fet especialment. Ivanov utilitza això com a distracció per atacar i segrestar en Mace, que ha descobert que cada vegada que fa servir el seu súper sèrum hi ha la possibilitat que el mati. Quan Kitsworth mor del càncer, Radcliffe posa la seva consciència en el "Framework" virtual amb May.                                                   |    |                                  |                    |                                  |                        |      |
| 80 | 14 | «The Man Behind the Shield»      | Wendey Stanzler    | Matt Owens                       | 14 de febrer de 2017   | 2.13 |
| Fa anys, Coulson i May van recuperar un objecte desconegut d'un lloc avançat rus, superant un equip del Servei d'Intel·ligència Exterior que incloïa Ivanov. Pel fracàs, els altres agents de l'SVR a part d'Ivanov van ser torturats i assassinats. Ara, Ivanov lidera S.H.I.E.L.D. en una caça del tresor arreu del món, inclòs a aquest lloc avançat, a la recerca de Mace. Ivanov ha estat torturant Mace, disgustat pels seus intents d'emular els Inhumans. L'equip finalment troba a Ivanov i la Daisy el domina. Coulson i Mack salven un Mace proper a la mort mentre Fitz i Simmons intenten localitzar qualsevol signe del Framework amb l'esperança de trobar May. Sense èxit, la parella es reuneix amb els altres i tornen a la base. L'Aida, a qui Radcliffe ha deixat per dur a terme els seus plans mentre ell passa temps al Framework, troba un paralitzat Ivanov. A la base, Fitz i Simmons són alertats pel seu sistema de seguretat LMD, descobrint que quatre agents van ser substituïts per LMD per l'Aida mentre Fitz i Simmons estaven separats del grup. Això inclou Coulson, ja que l'LMD de Coulson LMD l'LMD de May de l'emmagatzematge.                                                                                 |    |                                  |                    |                                  |                        |      |
| 81 | 15 | «Self Control»                   | Jed Whedon         | Jed Whedon                       | 21 de febrer de 2017   | 2.01 |
| Els nous LMD són conscients de la seva naturalesa i planegen dur a terme l'objectiu d'Ivanov de destruir tots els inhumans. Simmons descobreix que Mace, Mack i Fitz són els altres nous LMD, i domina a Fitz. La Daisy també els descobreix i planeja amb Simmons piratejar el Framework de manera remota per trobar els altres des de dins. Aida mata el cos de Radcliffe, però deixa que la seva consciència visqui al Framework. La Daisy domina els LMD de Mace, Mack i Coulson, però troben l'LMD de May esperant-los a l'entrada de la base, encarregat de detonar un gran explosiu per evitar la seva fugida. L'LMD de May els deixa marxar i destrueix la base amb els LMD dins. En el Framework, els agents troben una realitat alterada: Daisy està en una relació amb Grant Ward; Coulson està ensenyant sobre els inhumans; Hope està viva amb Mack; Fitz és ric; Simmons ha mort; i May treballa per a Hydra, que ha substituït S.H.I.E.L.D. Al món real, l'Aida és capaç de separar el cap viu d'Ivanov del seu cos paralitzat i construeix cossos androides perquè la seva ment els controli. |    |                                  |                    |                                  |                        |      |
| Agents of Hydra |    |                                  |                    |                                  |                        |      |
| 82 | 16 | «What If...»                     | Oz Scott           | DJ Doyle                         | 4 d'abril de 2017      | 2.15 |
| Al Framework, la Daisy descobreix que ella i Ward són agents d'Hydra, treballant amb May i Fitz. El tràgic esdeveniment del passat de May no ha passat; al món real, va matar una jove inhumana, però, en el Framework, va portar la noia als Estats Units com a refugiada que després es va convertir en un assassina en massa i el catalitzador perquè Hydra prengués el poder. Simmons es desperta en una fossa comuna d'agents de S.H.I.E.L.D. i es troba amb Coulson, que està ensenyant un currículum aprovat per Hydra que adverteix dels perills dels inhumans. Simmons és incapaç de convèncer a Coulson que es troba dins d'una simulació virtual i truca a Hydra. Daisy corre per trobar Simmons abans que la resta d'Hydra i és seguida per Ward, que es revela com un talp dins de l'Hydra per a la Resistència. Daisy i Simmons intenten sortir del Framework utilitzant una salvaguarda creada per aquest últim, però és bloquejada per l'Aida, que ha entrat al Framework com a directora d'Hydra i amant de Fitz. La Daisy va a Coulson i ell recorda el nom d'ella. |    |                                  |                    |                                  |                        |      |
| 83 | 17 | «Identity and Change»            | Garry A. Brown     | George Kitson                    | 11 d'abril de 2017     | 2.32 |
| Amb l'esperança que Radcliffe les pugui ajudar a escapar, Daisy torna a Hydra i el localitza, però May li dona una nova missió per ordre de Fitz i Aida, aquesta última anomenada Ophelia o Madame Hydra. Ward dirigeix a Coulson (que pot recordar algunes coses, gràcies a la manipulació prèvia de la seva ment) i Simmons a la Resistència, les restes de S.H.I.E.L.D. sota el comandament d'un Mace inhumà. Ward, Simmons i Coulson prenen un quinjet d'Hydra robat per extreure en Radcliffe. May i Daisy arresten en Mack, i May l'obliga a enganyar la Daisy perquè confessi la seva veritable lleialtat. Els altres troben en Radcliffe vivint aïllat amb Kitsworth, i ell explica que ell i Kitsworth no poden abandonar el Framework perquè els seus cossos reals han mort. Fitz i Madame Hydra arriben, i Radcliffe intenta apel·lar a Fitz, encara que Fitz ja sap de l'"altre món" i que Radcliffe hi havia esclavitzat l'Aida. Mata Kitsworth i empresona Radcliffe, torturant-lo a ell i a la Daisy. Lamentant les seves accions, Mack s'uneix a la Resistència. |    |                                  |                    |                                  |                        |      |
| 84 | 18 | «No Regrets»                     | Eric Laneuville    | Paul Zbyszewski                  | 18 d'abril de 2017     | 2.43 |
| Mace i Coulson infiltrar-se en un "Camp d'Il·lustració" d'Hydra per alliberar un agent encobert: Antoine Triplett, un agent de S.H.I.E.L.D. que va morir al món real. Allà són rastrejats per May, que utilitza un súper sèrum per lluitar contra Mace. A través dels orificis de ventilació de les seves cel·les, la Daisy s'assabenta per Radcliffe d'una porta del darrere que va instal·lar per escapar del Framework que l'Aida no pot desactivar. Coulson intenta salvar un dels seus antics alumnes que veu retingut al campament, i Mace el segueix a un edifici per ajudar-lo. Hydra utilitza un míssil per enderrocar l'edifici, i May entra entre les runes per assegurar-se que Mace està mort. Ella el troba impedint que les runes aixafin l'estudiant, amb Coulson i Triplett ajudant a altres nens a escapar de l'edifici. May s'horroritza de trobar nens que són víctima d'Hydra. Amb els altres s'han escapat a un lloc segur, en Mace és aixafat sota les runes, i al món real Aida també troba el seu cos físic mort. Tornant-se contra Hydra, la May dona discretament un cristall de Terrigen a la Daisy perquè pugui obtenir les seves habilitats inhumanes dins del Framework.                                                |    |                                  |                    |                                  |                        |      |
| 85 | 19 | «All the Madame's Men»           | Billy Gierhart     | James C. Oliver & Sharla Oliver  | 25 d'abril de 2017     | 2.15 |
| May i Daisy escapen d'Hydra, amb Daisy utilitzant les seves habilitats per trencar-li l'esquena a Ophelia. Ophelia insisteix que Fitz acabi el treball en el seu projecte secret: Looking Glass, després del qual el seu cos de Framework ja no importarà. May i Daisy s'uneixen a S.H.I.E.L.D., que lluita per reagrupar-se després de la mort d'en Mace. May els proporciona imatges de la càmera corporal de l'atac al Centre de la Il·lustració, que Coulson emet al món per contrarestar la propaganda d'Hydra. Mentrestant, Simmons i Triplett investiguen una plataforma petroliera russa que creu que és la ubicació del Looking Glass de la seva època encoberta; la plataforma és l'equivalent en el Framework de la plataforma petroliera d'Ivanov al món real, des d'on Aida executa el Framework. La parella troba la plataforma buida, i Simmons dedueix que el Looking Glass consisteix en una màquina construïda a la plataforma del món real, per connectar-se a una màquina del Framework utilitzant el coneixement del "Darkhold", la qual cosa permet a Ophelia sortir del Framework a un veritable cos humà al món real. |    |                                  |                    |                                  |                        |      |
| 86 | 20 | «Farewell, Cruel World!»         | Vincent Misiano    | Brent Fletcher                   | 2 de maig de 2017      | 2.15 |
| Després que Daisy i Simmons van entrar al Framework, els seus cossos van ser protegits per Elena Rodríguez a bord de l'avió Zephyr One de S.H.I.E.L.D. Amb la seva connexió amb el Framework drenant el poder de l'avió, Rodríguez va optar per desactivar la seva capacitat de camuflatge, revelant la seva ubicació a Ivanov i els seus homes. En el Framework, Simmons visita i mata accidentalment el pare de Fitz Alistair, i Fitz comença a caçar-la amb l'ajuda de Radcliffe, a qui ha ofert a enviar a través de la màquina, restaurant el seu cos viu. Ophelia inicia la seva transferència al seu nou cos. La Daisy porta el grup al punt de sortida de Radcliffe, on ella, Coulson i May creuen de nou al món real. Fitz arriba i s'enfronta a Simmons, però és dominat per Radcliffe, que lamenta totes les seves accions des que va veure i va voler el Darkhold. Radcliffe envia a Fitz, seguit de Simmons. Mack decideix quedar-se, no volent viure en un món sense Hope. A la plataforma d'Ivanov, la recent humana Ophelia s'enfronta a Coulson, May i Fitz, teletransportant-se amb aquest últim. |    |                                  |                    |                                  |                        |      |
| 87 | 21 | «The Return»                     | Kevin Tancharoen   | Maurissa Tancharoen & Jed Whedon | 9 de maig de 2017      | 2.14 |
| Els agents de Zephyr One lluiten contra els homes d'Ivanov i corren cap a la plataforma per salvar Coulson i May dels cossos androides d'Ivanov. L'Ivanov llança torpedes a la plataforma que amenacen el cos de Mack, però aquest últim és salvada per Ophelia, convençuda per Fitz de fer un bon ús de les habilitats inhumanes que la seva màquina li havia donat al nou cos. Aïllats a S.H.I.E.L.D., Fitz i Ophelia discuteixen les seves emocions humanes recentment descobertes i el fet que recorda totes les coses terribles que va fer dins del Framework. Admet que finalment encara estima Simmons enlloc d'ella, indignant a Ophelia. Talbot arriba a les ruïnes de la base de S.H.I.E.L.D., on Ophelia mata diversos dels seus soldats i altres agents de S.H.I.E.L.D. Coulson i els altres fugen al Zephyr una vegada més, mentre Ophelia torna a Ivanov, que planeja utilitzar el coneixement del Darkhold per aplicar la realitat canviada del Framework al món real. Mentrestant, Rodríguez entra a la mateixa Framework per intentar convèncer en Mack perquè marxi, i el Ghost Rider torna a través d'un portal des de l'altra dimensió.                                                                                            |    |                                  |                    |                                  |                        |      |
| 88 | 22 | «World's End»                    | Billy Gierhart     | Jeffrey Bell                     | 16 de maig de 2017     | 2.08 |
| Ivanov porta el Darkhold a una reunió internacional sobre S.H.I.E.L.D. i els esdeveniments recents. Proposa utilitzar el llibre contra els Inhumans, però la reunió és cincronitza amb un atac al grup per part d'un LMD de Daisy, que dispara a Talbot al cap deixant-lo en coma. En la lluita posterior, S.H.I.E.L.D. és capaç de recuperar el Darkhold amb l'ajuda de Reyes. En el Framework, Rodríguez no pot convèncer en Mack de marxar, però torna amb ella després que el codi de Hope s'elimini com a resultat de l'Ophelia tancant el Framework. Radcliffe també s'elimina, després d'acceptar que la immortalitat sense Kitsworth no té cap valor. L'Ophelia va a buscar el Darkhold, i Coulson la sorprèn alliberant el mateix Esperit de la Venjança, després d'haver fet un acord per convertir-se en el Ghost Rider durant un curt període. Incinera l'Ofèlia. Reyes, ara de nou el Ghost Rider, agafa el Darkhold a través d'un portal. Aleshores, els agents de S.H.I.E.L.D. esperen ser arrestats pel govern, però en canvi són presos per un grup misteriós. Un temps després, Coulson es troba a una estació espacial. |    |                                  |                    |                                  |                        |      |

### Temporada 5
| Núm. total | Núm. de la temporada | Títol                          | Direcció                   | Guió                                            | Data d'emissió original | Espectadors U.S. (milions) |
| --- | -------------------- | ------------------------------ | -------------------------- | ----------------------------------------------- | ----------------------- | -------------------------- |
| 8990 | 12                   | «Orientation»                  | Jesse BochcoDavid Solomon  | Jed Whedon & Maurissa TancharoenDJ Doyle        | 1 de desembre de 2017   | 2.54                       |
| Un grup desconegut captura a Phil Coulson, Melinda May, Daisy Johnson, Jemma Simmons, Alphonso "Mack" Mackenzie i Elena "Yo-Yo" Rodriguez i els transporta a una estació espacial a través d'un monòlit; Leo Fitz es queda enrere. En arribar, l'equip és anunciat per Virgil, que mor poc després. Ràpidament es reagrupen i es troben amb Deke Shaw, que revela que, segons ell, l'estació espacial, coneguda com Lighthouse (Far), es va construir gairebé noranta anys abans. Amb l'esperança de tornar a enviar un missatge a la Terra, May i Simmons descobreixen que les restes planetàries prop del Lighthouse són de fet la Terra, que ha estat esquinçada per un esdeveniment cataclísmic. Al mateix temps, Coulson descobreix que el monòlit els va transportar no a través de l'espai, sinó cap endavant a través del temps. En altres llocs, Mack i Yo-Yo són presoners dels Kree, que mantenen el control de l'estació encoratjant el vessament de sang entre els seus habitants. De tornada a l'estació, l'equip intenta integrar-se acceptant treballar per a Grill i es troba amb Tess, que els salva durant un esdeveniment "assassina o sigues assassinat" conegut com la Renovació. Coulson va amb la Tess per saber més sobre el missatge de Virgil i troba un quadern amagat. Mentrestant, Simmons és portat a conèixer Kasius, el líder Kree de l'estació, i és introduïda com una de les seves servents. Més tard, Daisy s'enfronta a Deke en la seva simulació de realitat virtual, on afirma que ella és la raó per la qual la Terra es va trencar. |                      |                                |                            |                                                 |                         |                            |
| 91 | 3                    | «A Life Spent»                 | Kevin Hooks                | Nora Zuckerman & Lilla Zuckerman                | 8 de desembre de 2017   | 1.93                       |
| En preparació per a l'arribada de Lady Basha, Simmons rep la tasca d'ajudar un Inhumà a controlar les seves noves habilitats per a la seva cerimònia d'exhibició. Simmons té èxit, però s'angoixa quan Kasius la ven a Lady Basha. Mentre l'equip s'adapta als seus nous llocs de treball, Grill sospita dels nouvinguts i envia un dels seus homes a espiar-los. Durant una expedició espacial, Coulson, May, Mack i Tess s'esforcen en trobar sentit a la llibreta de Virgil i descobreixen una transmissió de ràdio suposadament originada a la superfície de la Terra. L'espia de Grill informa, només per ser enquadrat com un traïdor i exiliat per morir a la Terra. Mentrestant, Yo-Yo ajuda a la Daisy a aconseguir una tauleta Kree per intentar salvar Simmons, però la seva missió es veu frustrada per Deke, que la delata a Kasius. Daisy és capturada i portada per convertir-se en la seva nova campiona. |                      |                                |                            |                                                 |                         |                            |
| 92 | 4                    | «A Life Earned»                | Stan Brooks                | Drew Z. Greenberg                               | 15 de desembre de 2017  | 1.84                       |
| La Daisy coneix Ben, un dels altres campions de Kasius, amb poders de telepatia. Amb Ben per corroborar la seva història, Kasius interroga a Daisy i Simmons sobre els altres. Poden convèncer a Kasius que van venir soles, tot i que continua desconfiat. Durant l'interrogatori, en Ben s'assabenta que Kasius té la intenció de destruir l'estació i tots els que hi participen un cop aconsegueixi prou beneficis per marxar. En Deke torna amb els altres per recollir nova informació mentre aprenen sobre el misteriós nivell 35. Reconeixent la veu del seu pare a la transmissió de ràdio, Deke accepta ajudar-los a accedir al pis restringit. Allà, descobreixen que Kasius està intentant criar inhumans. May també descobreix que Deke va mentir sobre el parador de la Daisy, però és interromput per la Sinara. Coulson se'n va amb Deke mentre May lluita sola amb ella. Mentrestant, Grill envia Mack per enfrontar-se a algú que li deu el pagament. Més tard, es revela que Fitz és un dels licitadors que han arribat per a l'exhibició de la Daisy. |                      |                                |                            |                                                 |                         |                            |
| 93 | 5                    | «Rewind»                       | Jesse Bochco               | Craig Titley                                    | 22 de desembre de 2017  | 2.40                       |
| Poc després que els altres siguin presos en el menjador, Fitz és detingut i interrogat per la General Hale i els seus subordinats sobre el parador dels altres, així com la seva participació en l'intent d'assassinat al General Talbot i la mort de Jeffrey Mace i Holden Radcliffe. Durant els següents sis mesos, Fitz té privilegis especials que li permeten localitzar l'equip, però no ho aconsegueix. Amb l'ajuda de Lance Hunter, Fitz escapa de les instal·lacions militars i localitza Enoch, l'home que va capturar els altres. Enoch explica que una profecia va predir aquests esdeveniments i el porta a conèixer Robin, la filla de Charles Hinton que expressa les seves habilitats profètiques mitjançant dibuixos. Rastrejat pels militars, Enoch els ajuda a escapar a un búnquer secret on Fitz s'assabenta que el van deixar enrere per poder salvar l'equip. Determinats a ajudar-los, Fitz i Hunter tornen a entrar a les instal·lacions militars de Hale per obtenir una beina criogènica; troben tota la seva antiga tecnologia de S.H.I.E.L.D., inclòs el Zephyr, que utilitzen per escapar. Mitjançant la beina, Fitz es posa a dormir durant els propers 74 anys. És despertat per Enoch, que el prepara per a la seva arribada al Lighthouse. |                      |                                |                            |                                                 |                         |                            |
| 94 | 6                    | «Fun & Games»                  | Clark Gregg                | Brent Fletcher                                  | 5 de gener de 2018      | 2.49                       |
| A l'estació, els Kree han recollit alguns dels joves per a una cerimònia de terrigènesi no programada. Flint, un amic de la Tess, experimenta una terrigènesi reeixida i la Yo-Yo l'amaga amb l'equip. Tess és assassinada i penjada per la desaparició de Flint. Durant un sopar amb els altres licitadors, Fitz es mostra ràpidament com un personatge formidable, guanyant-se el respecte de Kasius. Aleshores, la primera exposició es fa entre Ben i May, donant lloc a que May sigui enviada a la superfície mentre Ben és assassinat per mentir durant l'interrogatori de Daisy. Mentrestant, Grill troba l'equip i els manté captius fins que Flint els salva utilitzant la geocinesi contra en Grill, matant-lo. L'arribada inesperada del germà de Kasius fa que Sinara lluiti contra la Daisy per la seva exhibició, durant la qual Daisy, Fitz i Simmons són capaços de sotmetre els altres i escapar. Durant la fugida, Simmons es declara a Fitz. |                      |                                |                            |                                                 |                         |                            |
| 95 | 7                    | «Together or Not at All»       | Brad Turner                | Matt Owens                                      | 12 de gener de 2018     | 2.31                       |
| A la superfície, Enoch troba May, però la seva reunió es veu interrompuda per la tempesta de gravetat que s'acosta. Una misteriosa figura els captura. Daisy, Fitz i Simmons són caçats per tota l'estació i descobreixen que aquesta està sent sostinguda per gravitoni. Fitz rep un tret durant la persecució. En Deke els troba i els porta amb la resta de l'equip. Reunits, l'equip planeja la seva fugida a la superfície de la Terra utilitzant una nau d'arrossegament i el dispositiu antigravetat de Deke. Després d'assabentar-se de la mort de Tess, Flint decideix quedar-se a l'estació per protegir la resta d'habitants. Mack i Yo-Yo accepten quedar-se enrere i ajudar-lo. Coulson, Daisy, Fitz, Simmons i Deke volen a la superfície, però queden atrapats per la tempesta de gravetat. Mentrestant, Kasius mata el seu germà i planeja recuperar l'acceptació del seu pare recuperant la Daisy amb l'ajuda de Sinara. A la superfície, la misteriosa figura porta a Enoch i May a un lloc segur, on són rebuts per una Robin d'edat avançada. |                      |                                |                            |                                                 |                         |                            |
| 96 | 8                    | «The Last Day»                 | Nina Lopez-Corrado         | James C. Oliver & Sharla Oliver                 | 19 de gener de 2018     | 2.41                       |
| Coulson, Daisy, Fitz, Simmons i Deke sobreviuen al cop i es retroben amb May al Zephyr. Coneixen en Samuel Voss, un conegut del pare de Deke. Al Lighthouse, Kasius castiga els habitants reduint els seus recursos. Flint, Mack i Yo-Yo van a recuperar les armes amagades per Fitz i descobreixen que Kasius ha lliberat els Vrellnexians en els nivells inferiors. Derroten els Vrellnexians i rescaten els habitants restants. A la superfície, l'equip lluita per obtenir respostes de Robin i trobar una màquina integrada al Zephyr. Mentre Fitz i Simmons intenten eliminar l'inhibidor de la Daisy, May i Coulson troben un fragment del monòlit del temps a l'armari d'en Voss. En Deke pregunta a Voss sobre el fragment, que va pertànyer als seus pares, i és noquejat. Aleshores, Voss intenta matar la Daisy i empala la Robin per evitar que doni respostes a l'equip. Abans de morir, la May es reconforta en Robin mentre aquesta li revela la seva història i finalment li explica a May com salvar el món, cosa que requereix Flint. En el passat, es mostra a May tenint cura de Robin i animant a Fitz a construir la seva màquina perquè puguin viatjar en el temps. |                      |                                |                            |                                                 |                         |                            |
| 97 | 9                    | «Best Laid Plans»              | Garry A. Brown             | George Kitson                                   | 26 de gener de 2018     | 2.27                       |
| Mentre la tempesta de gravetat empitjora, l'equip intenta rellançar el Zephyr. May revela que, utilitzant el fragment, Flint pot recrear el monòlit permetent a l'equip viatjar enrere en el temps. Similar al Lighthouse, Fitz i Simmons troben gravitoni al Zephyr i s'adonen que els dissenys van ser fabricats pel mateix Fitz. A l'estació, Flint, Mack i Yo-Yo aconsegueixen el control dels nivells inferiors. Tess és ressuscitada per Kasius i enviada a retransmetre demandes per ell mentre amenaça amb detonar explosius, matant a tothom si no es compleixen. Mack i Yo-Yo prenen represàlies col·locant els explosius al nivell 35, el pis mèdic, la qual cosa impediria que Kasius criés més Inhumans. Durant un enfrontament amb Kasius, Flint evacua els habitants als nivells superiors i utilitza els explosius restants per separar-los dels nivells inferiors, fora de l'abast de Kasius. Utilitzant la tempesta de gravetat en el seu avantatge, May navega amb el Zephyr a l'espai mentre Daisy torna a lluitar contra Sinara, aquesta vegada matant-la. La Daisy es posa en contacte amb Mack mentre l'equip es dirigeix al Lighthouse. Kasius revela que té el seu propi vident que li diu què passarà. |                      |                                |                            |                                                 |                         |                            |
| 98 | 10                   | «Past Life»                    | Eric Laneuville            | DJ Doyle                                        | 2 de febrer de 2018     | 2.22                       |
| Mentre Enoch es queda al Zephyr, l'equip se centra en portar a Flint i rescatar els altres inhumans de la captivitat. Consternat per la mort de Sinara, Kasius infecta Tye, l'entrenador Inhumà, amb odium, una substància que excita el comportament maníac, i l'envia darrere de l'equip. Durant una baralla amb Tye, sembla que Coulson s'infecta. Es revela que el vident de Kasius és la Yo-Yo del futur, una que ha viscut el bucle del temps i ha suportat tortures interminables. Ella revela que el retorn definitiu de l'equip portarà la fi del món i que l'única solució és deixar que Coulson sucumbeixi a la seva infecció. Mentre Flint recrea el monòlit, Mack marxa per trobar la Yo-Yo i és testimoni de la mort del seu futur jo per Kasius, que consumeix l'odium restant i lluita contra ell. Amb l'ajuda de Simmons, Mack mata en Kasius i es retroba amb la Yo-Yo, que encara és viva a la seva línia de temps. Deke torna al Zephyr a temps per salvar Enoch i arreglar la màquina, encara que aparentment a costa de les seves vides, ja que l'equip torna al present. |                      |                                |                            |                                                 |                         |                            |
| 99 | 11                   | «All the Comforts of Home»     | Kate Woods                 | Drew Z. Greenberg                               | 2 de març de 2018       | 1.90                       |
| De tornada en el seu temps, l'equip coneix Noah, el successor d'Enoch, que ha estat supervisant el món des del Lighthouse en la seva absència. Coulson, May, Fitz, Simmons, Mack i Yo-Yo investiguen un Lighthouse que emet des de la Terra, que s'ajusta a la descripció de Voss dels primers signes del final. Reticent a unir-se a l'equip, la Daisy es queda enrere i descobreix que en Deke va sobreviure a l'explosió. Després que sigui arrestat, la Daisy es veu obligada a abandonar el búnquer per salvar-lo i evitar que exposi l'equip, que ara són entre els més buscats. En trobar la balisa, l'equip es reuneix amb l'agent Piper, que es revela que treballa per a la general Hale. Després són emboscats per un grup de soldats robòtics de Hale, liderats per un assassí. Durant la baralla, l'assassí intenta matar en Mack amb el seu chakram, però Yo-Yo bloqueja l'atac i perd els seus dos braços, que també estaven absents de la Yo-Yo del futur. La Piper es torna a alinear amb l'equip mentre es retiren al Lighthouse amb la balisa, que detona quan Noah es sacrifica per salvar la Daisy i el Fitz. Més tard, la general Hale critica l'assassí, que es revela que és la seva filla, Ruby, per posar en perill l'operació. A Filadèlfia, la general Hale recluta Carl Creel per unir-se al seu equip i ell accepta de mala gana. |                      |                                |                            |                                                 |                         |                            |
| 100 | 12                   | «The Real Deal»                | Kevin Tancharoen           | Jed Whedon & Maurissa Tancharoen & Jeffrey Bell | 9 de març de 2018       | 2.04                       |
| La destrucció dels tres monòlits per l'explosió de la balisa crea una fractura dimensional que manifesta les pors de l'equip. Utilitzant gravitoni, Fitz crea un dispositiu capaç de segellar l'esquerda; Coulson s'ofereix per lliurar el dispositiu abans que s'ensorri. L'equip s'assabenta de la seva infecció, que és el resultat del Ghost Rider que va cremar la droga GH.325 que sosté la seva vida. L'equip es veu obligat a accelerar el seu pla quan Yo-Yo és atacat per una manifestació d'un LMD de Simmons. Coulson envia a Deke a la superfície per demanar una còpia de seguretat, després procedeix ell sol a segellar la bretxa. Es troba amb una manifestació de Mike Peterson, que afirma que les experiències de Coulson són només un somni i que s'està morint en una taula d'operacions després de la Batalla de Nova York. Coulson supera la seva por i és salvat pel veritable Peterson, que respon a la trucada de Deke i arriba amb diversos altres agents de S.H.I.E.L.D. Coulson i Peterson lluiten contra les manifestacions de Vrellnexians, Lash i Hive, abans d'aconseguir contenir la bretxa. Més tard, l'equip organitza una cerimònia de noces per a Fitz i Simmons. La general Hale, que està investigant albiraments de la Daisy, troba proves que Deke està relacionat amb Fitz i Simmons. |                      |                                |                            |                                                 |                         |                            |
| 101 | 13                   | «Principia»                    | Brad Turner                | Craig Titley                                    | 16 de març de 2018      | 2.07                       |
| Quan la bretxa comença a reobrir-se, Fitz envia l'equip a buscar més gravitoni. L'equip busca un avantatge a Baton Rouge; Mack es retroba amb el seu company d'escola, Tony Caine, que ha estat ajudant a redimir científics obligats a treballar per a Hydra a través de Cybertek Industries. Caine afirma que el gravitoni estava en transport a bord del Principia, una nau Cybertek que va desaparèixer. Deke s'adona que el gravitoni pot haver estat activat per la tempesta de llamps, enviant el Principia al cel. Seguint la teoria de Deke, l'equip troba el Principia suspès a l'atmosfera i descobreix que la major part del gravitoni ha desaparegut, deixant només una petita part per mantenir la nau. Mentre Mack recull el gravitoni restant, un grup de soldats robòtics de Hale els embosca. L'equip escapa amb èxit de la nau abans que torni a caure a la Terra. En sentir les paraules de la seva mare en un intercanvi entre Simmons i Yo-Yo, Deke s'adona que Fitz i Simmons són els seus avis. Mentrestant, la general Hale continua formant el seu equip intentant reclutar Werner von Strucker, la memòria del qual es va millorar després que S.H.I.E.L.D. el revisqués d'un estat vegetatiu. Mentre que Strucker inicialment rebutja l'oferta de Hale, Ruby el convenç de quedar-se. |                      |                                |                            |                                                 |                         |                            |
| 102 | 14                   | «The Devil Complex»            | Nina Lopez-Corrado         | Matt Owens                                      | 23 de març de 2018      | 2.07                       |
| Quan Simmons és atacada per una manifestació d'un astronauta, Fitz accelera el treball per segellar la bretxa, però lluita per esbrinar com comprimir el gravitoni. Sota estrès, Fitz es troba amb el seu alter ego del Framework, el Doctor, que se'n burla. Al Zephyr, Coulson, May i l'agent Piper capturen el general Hale; tanmateix, revela que estava preparada per a aquesta ocasió i amenaça amb detonar explosius lligats a Creel si S.H.I.E.L.D. incompleix. Anton Ivanov arriba i Coulson accepta acompanyar-los, malgrat el malestar de May. Simmons, Mack i Yo-Yo són atacats per un dels robots que Mack va portar de la Principia. Mentre s'ocupa d'un mal funcionament tècnic, Daisy queda inconscient per un altre robot i es desperta frenada pel Doctor. Simmons troba que Fitz elimina l'inhibidor de la Daisy. Ella dedueix que el Doctor no era el resultat de la dimensió de la por, sinó una projecció de l'agitació interna de Fitz. Va reprogramar els robots per aïllar la Daisy, els poders de la qual utilitza per comprimir el gravitoni i segellar completament la fractura. En Deke intenta consolar en Simmons, alhora que es revela com el seu net. Més tard, Hale parla amb el seu misteriós benefactor, Qovas, que li lliura una ampolla d'odi i li recorda la seva lleialtat a Hydra. |                      |                                |                            |                                                 |                         |                            |
| 103 | 15                   | «Rise and Shine»               | Jesse Bochco               | Iden Baghdadchi                                 | 30 de març de 2018      | 1.88                       |
| Fa 28 anys, una jove Hale va ser assignada per Daniel Whitehall per infiltrar-se a la U.S. Air Force i quedar embarassada per fecundació in vitro de Ruby, la propera líder d'Hydra. En el present, Hale no aconsegueix convèncer un Talbot recentment despertat perquè alliberi contraband d'Hydra. També informa a Coulson que una aliança alienígena coneguda com la Confederació es va posar en contacte amb Hydra i es va oferir a ajudar la Terra durant una invasió imminent; ella té la intenció de trair l'aliança utilitzant la cambra d'infusió de partícules de Whitehall i el gravitoni per crear un Destructor de mons. Tot i que pretén que sigui Ruby, suggereix que Daisy pot ser una millor opció. En escoltar això, Coulson nega la seva oferta i revela el seu viatge al futur, però ella no el creu. De tornada al far, May i Daisy lluiten per deduir les motivacions de Hale i localitzar Coulson. Daisy, que ha quedat com a cap de facto de S.H.I.E.L.D., es nega a confiar en Fitz i va a buscar en Robin. Simmons explica a Fitz la seva relació amb Deke, suggerint que sobreviuran malgrat les probabilitats. |                      |                                |                            |                                                 |                         |                            |
| 104 | 16                   | «Inside Voices»                | Salli Richardson-Whitfield | Mark Leitner                                    | 6 d'abril de 2018       | 2.08                       |
| Sota les ordres de Hale, Creel intenta absorbir el gravitoni i comença a veure flaixos de Franklin Hall. Angustiat per la seva exposició al gravitoni, Creel treballa amb Coulson i Talbot per escapar. Hale envia Ruby darrere d'ells mentre Creel es queda enrere, permetent a Coulson i Talbot escapar mitjançant el dispositiu de teleportació de la Confederació. Mentrestant, Daisy i May localitzen la Robin, que ha deixat de dibuixar les seves visions durant algun temps després de veure la seva pròpia mort en el futur. En veure May, Robin comença a dibuixar de nou, aquesta vegada mostrant la ubicació de Coulson i Talbot a les muntanyes. De tornada al far, Simmons convenç Yo-Yo perquè l'ajudi a alliberar Fitz i perseguir possibles pistes sobre l'arma de gravitoni d'Hydra. Junts, enganyen a Mack perquè alliberi en Fitz abans de tancar-lo a ell. Un flashback de fa quatre anys revela que Ian Quinn va ser enganyat per Raina perquè fos absorbit pel gravitoni. |                      |                                |                            |                                                 |                         |                            |
| 105 | 17                   | «The Honeymoon»                | Garry A. Brown             | James C. Oliver & Sharla Oliver                 | 13 d'abril de 2018      | 1.82                       |
| Ruby persegueix a Coulson i Talbot a les muntanyes, però la Daisy arriba a temps per salvar-los. Deke, que intenta cobrir Daisy, és disparat per Hale i els seus homes, obligant a S.H.I.E.L.D. a retirar-se. En Deke és portat de tornada al far, on Mack i Piper l'operen sobre ell i el salven amb èxit. May s'enfronta a Coulson per les seves accions recents i finalment admet els seus sentiments per ell. Ruby, furiosa per l'actitud de la seva mare, decideix rebel·lar-se i tancar la Hale a la seva cel·la mentre ella agafa el relleu i treballa amb Strucker. Fitz, Simmons i Yo-Yo viatgen a una instal·lació d'Hydra a Anglaterra, on troben la cambra d'infusió de partícules. Fitz danya un dels components per inutilitzar-lo, però després es veuen envoltats pels soldats robots. Yo-Yo intenta escapar i demanar suport, però es veu obligada a lluitar contra Ivanov. A mesura que surt victoriosa, s'adona que el cos d'Ivanov està vinculat a tots els robots i, per tant, és capaç de desactivar-los del tot. Tanmateix, Ruby i Strucker arriben i decideixen capturar a Fitz i Simmons per tal de fer-los reparar la cambra d'infusió. Mentrestant, Daisy ajuda a Talbot a contactar amb la seva família, però sense saber-ho ajuda a activar el seu rentat de cervell a través de la seva dona, que ha estat compromesa per Hydra. |                      |                                |                            |                                                 |                         |                            |
| 106 | 18                   | «All Roads Lead...»            | Jennifer Lynch             | George Kitson                                   | 20 d'abril de 2018      | 1.67                       |
| Després de localitzar Blue Raven Ridge, la Daisy i la May són enviades a detenir la Hale, que es rendeix voluntàriament després que Creel l'informi de les consciències de Quinn i Hall dins del gravitoni. Ella revela que la Ruby planeja convertir-se en el Destructor de mons i els porta a ella. Arriben al lloc just quan Ruby comença el procés d'infusió, però Strucker es veu obligat a aturar el procés al 8%. Incapaç de controlar l'element, Ruby aixafa sense voler el crani d'en Strucker, matant-lo. Mentre May extreu Fitz i Simmons, Daisy i Hale intenten calmar la Ruby. Yo-Yo torna per a Daisy, però, en adonar-se que Ruby és el Destructor dels Mons i la que li va tallar els braços, talla el coll de Ruby amb el seu propi chakram com a represàlia. El cos de Ruby allibera una explosió d'energia mentre la Hale s'escapa. De tornada al far, Talbot intenta segrestar la Robin, però Coulson i Mack aconsegueixen sotmetre'l. Més tard, la Hale es veu a la nau de la Confederació, on revela la possessió del gravitoni per part de S.H.I.E.L.D. a Qovas. Nota: Els successos d'aquest episodi tenen lloc després dels aconteixements de Thor: Ragnarok i abans dels aconteixements d'Avengers: Infinity War. |                      |                                |                            |                                                 |                         |                            |
| 107 | 19                   | «Option Two»                   | Kevin Tancharoen           | Nora Zuckerman & Lilla Zuckerman                | 27 d'abril de 2018      | 1.68                       |
| Coulson posa la base en bloqueig quan Qovas i el seu vaixell de la Confederació apareixen per sobre de River's End. Malgrat això, les tropes de Qovas, els carronyers de Remorath, són capaços de teletransportar-se a l'interior per buscar el gravitoni. Mentre Coulson, May, Mack, Fitz i Deke defensen la sala de control, Yo-Yo recupera Talbot i es dirigeix al laboratori on Simmons, Piper i Davis estan custodiant el gravitoni. Yo-Yo, Piper i Davis intenten netejar els passadissos quan en Talbot gela Simmons i es col·loca a la cambra d'infusió de partícules, absorbint el gravitoni restant. Amb els seus nous poders, és capaç de rescatar els agents de S.H.I.E.L.D. abans d'enlairar amb Coulson a un lloc desconegut. Mentrestant, la Daisy trasllada a Robin i la Polly amb l'ajuda de Caine, que també li dona el sèrum Centipede, que una vegada es va utilitzar per mantenir viu a John Garrett. No obstant això, Caine no va poder recuperar un ingredient especial, portant a Daisy a desenterrar la tomba de la seva mare. Nota: Els successos d'aquest episodi tenen lloc en paral·lel amb els aconteixements d'Avengers: Infinity War i Ant-Man and the Wasp. |                      |                                |                            |                                                 |                         |                            |
| 108 | 20                   | «The One Who Will Save Us All» | Cherie Gierhart            | Brent Fletcher                                  | 4 de maig de 2018       | 1.65                       |
| Després d'arribar a la nau de Qovas, Talbot assumeix el lideratge i demana una audiència a la Confederació. Per provar-se a ell mateix, Talbot demostra el control de les seves noves habilitats matant un dels líders i ocupant el seu lloc a l'aliança. El pare de Kasius, Taryan, intenta manipular Talbot perquè augmenti els seus poders revelant dipòsits subterranis de gravitoni sense explotar a la Terra, que li permetrien salvar el món de la invasió imminent de Thanos. Coulson i Hale no aconsegueixen convènce'l dels veritables motius de Taryan i es veuen obligats a fer el que Talbot els diu, cegat pel seu nou poder. De tornada al far, un guerrer Remorath alimentat amb odium ataca a Mack abans de sucumbir a la substància. Mentre Simmons estudia l'odium, la Daisy torna amb el cadàver de Jiaying i el sèrum Centipede, encarregant-li que trobi una cura per salvar Coulson. Mentrestant, l'equip equipa el Zephyr amb gravitoni per viatjar a l'espai i es dirigeix a la nau de Qovas. Daisy i May s'infiltren a la nau, però es veuen obligats a rendir-se quan Talbot incapacita a Daisy. Talbot mata a la Hale després que ella intenti activar el rentat de cervell de Talbot. Més tard, la Daisy és empresonada i es desperta amb Taryan, que planeja portar-la de tornada al seu món natal. Nota: Els successos d'aquest episodi tenen lloc en paral·lel amb els aconteixements d'Avengers: Infinity War i Ant-Man and the Wasp. |                      |                                |                            |                                                 |                         |                            |
| 109 | 21                   | «The Force of Gravity»         | Kevin Tancharoen           | Drew Z. Greenberg & Craig Titley                | 11 de maig de 2018      | 1.94                       |
| Quan una Daisy inconscient està sent transportada, en Taryan es comunica amb ella mitjançant un dispositiu. La Daisy destrueix l'aparell i es desperta, després esquiva els seus captors. Després que Talbot marxi en un Quinjet cap a la Terra, Deke rescata Coulson i May, i després es retroba amb Daisy. En un hospital, Talbot s'acosta a Creel i li ofereix pau tornant-li el gravitoni; llavors absorbeix a Creel. Deduint el desig de Talbot de demostrar que és un bon pare, Mack i Yo-Yo el rastregen fins a casa de la seva família. Talbot amenaça els agents; el seu fill George el dissuadeix de causar més danys i se'n va per demostrar el seu heroisme. Mentrestant, Coulson se'n va amb la Daisy al Zephyr mentre May s'enfronta en un duel amb Qovas i Deke redirigeix els míssils per apuntar a la pròpia nau. May i Deke es teletransporten amb èxit de tornada a la Terra mentre Qovas mor juntament amb la nau. En el Zephyr, Coulson és atacat per un Remorath i comença a sagnar a mesura que el seu estat empitjora. Al far, Fitz i Simmons expliquen que el sèrum de centpeus restant es podria combinar amb l'ADN o l'odium de Jiaying, la qual cosa permetria respectivament a l'equip salvar Coulson o aturar Talbot. En un altre lloc, Talbot captura Polly i Robin i li demana a aquesta la ubicació del gravitoni. Nota: Els successos d'aquest episodi tenen lloc en paral·lel amb els aconteixements d'Avengers: Infinity War i Ant-Man and the Wasp.                                                                                      |                      |                                |                            |                                                 |                         |                            |
| 110 | 22                   | «The End»                      | Jed Whedon                 | Jed Whedon & Maurissa Tancharoen                | 18 de maig de 2018      | 1.88                       |
| L'equip discuteix sobre l'ús del sèrum Centipede fins que May destrueix el vial d'odium. En Deke aconsella a la Daisy que ajudi a unir l'equip i a resoldre les seves diferències. Sota coacció, la Robin informa a Talbot d'un dipòsit de gravitoni a Chicago, al que dirigeix la nau de Qovas. Daisy tria Mack per dirigir S.H.I.E.L.D. i coordina l'equip ja que evacua el major nombre possible de civils. Simmons proporciona a Coulson el sèrum Centipede, però ell es nega a prendre-se'l i discretament l'amaga als guants de Daisy mentre la convenç de que s'enfronti sola a Talbot. Daisy intenta apel·lar al patriotisme de Talbot, però Talbot ataca i intenta absorbir-la. En descobrir el sèrum, la Daisy se'l injecta i utilitza les seves habilitats millorades per llançar Talbot a l'espai, canviant així la línia de temps. Mentre rescatava la Polly i la Robin de la nau de Qovas, Fitz és ferit mortalment per les deixalles que cauen, May i Mack es queden al seu costat mentre mor. Simmons decideix trobar la versió actual de Fitz, que està en estasi a bord de la nau d'Enoch. Després d'acomiadar-se dels seus companys agents, Coulson és acompanyat per May quan abandona S.H.I.E.L.D. per passar els seus últims dies a Tahití. Nota: Els successos d'aquest episodi tenen lloc en paral·lel amb els aconteixements d'Avengers: Infinity War i Ant-Man and the Wasp. |                      |                                |                            |                                                 |                         |                            |

### Temporada 6
| Núm. total | Núm. de la temporada | Títol                                       | Direcció             | Guió                             | Data d'emissió original | Espectadors U.S. (milions) |
| --- | -------------------- | ------------------------------------------- | -------------------- | -------------------------------- | ----------------------- | -------------------------- |
| 111 | 1                    | «Missing Pieces»                            | Clark Gregg          | Jed Whedon & Maurissa Tancharoen | 10 de maig de 2019      | 2.31                       |
| Un any després de la mort del director Phil Coulson, S.H.I.E.L.D. s'està reconstruint sota la direcció d'Alphonso "Mack" Mackenzie. Investiguen una sèrie d'anomalies energètiques formades per estranys hostils que emergeixen dels portals, un dels quals queda atrapat dins d'una paret i es converteix parcialment en formigó. A l'espai profund, els agents Daisy Johnson, Jemma Simmons, Piper i Davis cerquen Leo Fitz, que va ser vist per última vegada en una cambra de criocongelació en una nau espacial amb el chronicom Enoch; troben la nau espacial abandonada i la cambra buida. Simmons s'assabenta que la cambra es va crear a Naro-Atzia, però els altres decideixen tornar a la Terra. Són atacats per un creuer de la Confederació i, en la pressa per escapar, Simmons traça un rumb cap a Naro-Atzia. Mack i Melinda May recluten el doctor Marcus Benson per ajudar a fundar una acadèmia de S.H.I.E.L.D. i proporcionar suport científic. Troben les coordenades de l'home atrapat al formigó, Tinker, que els porten a un museu. Els hostils supervivents són allà i destrueixen l'edifici per deixar pas al seu líder, Sarge, que és idèntic a Coulson. |                      |                                             |                      |                                  |                         |                            |
| 112 | 2                    | «Window of Opportunity»                     | Kevin Tancharoen     | James C. Oliver & Sharla Oliver  | 17 de maig de 2019      | 2.18                       |
| Sarge i la seva tripulació comencen a recollir subministraments per a la seva missió, amagant el seu camió amb tecnologia de camuflatge. Roben una joieria per recollir joies piezoelèctriques, cridant l'atenció de S.H.I.E.L.D. May i "Yo-Yo" lideren un equip per capturar en Sarge i la seva tripulació, però els delinqüents es tanquen a la cambra, utilitzant un transportador per connectar la botiga al seu camió. Amb una intuïció, May troba el camió amagat on la tripulació de Sarge està utilitzant un portal per extreure les gemmes. May domina Jaco, Snowflake i Pax, però dubta quan veu a Sarge. L'equip de Sarge empeny May a través del portal abans de tancar-la. Investigant en Tinker, Benson desxifra un xip de memòria i troba imatges de Sarge i la seva tripulació presenciant la destrucció d'un planeta. A l'espai, Fitz està fora de la criocongelació i s'amaga en una nau de càrrega amb Enoch. Són descoberts pel controlador de la nau, Viro, que amenaça de matar-los tret que treballin com a esclaus. Fitz enganya a Viro perquè sigui aspirat per una resclosa i canvia de rumb cap a Kitson, on la tripulació de la nau pot trobar una feina nova. S'havien acostat a Naro-Atzia, el destí del grup de Daisy després del seu enfrontament amb la Confederació. |                      |                                             |                      |                                  |                         |                            |
| 113 | 3                    | «Fear and Loathing on the Planet of Kitson» | Jesse Bochco         | Brent Fletcher & Craig Titley    | 24 de maig de 2019      | 2.26                       |
| Fitz i Enoch arriben a Kitson, però la seva nau és robada a punta de pistola, així que decideixen dirigir-se al casino local per guanyar prou diners per a una nova nau malgrat la seva regla estricta contra els "robots". Mentrestant, el grup de la Daisy arriba a Naro-Atzia, on són abordats per Malachi, un caçarecompenses que busca en Fitz. Aconsegueixen lligar-lo i descobreixen que Fitz es va dirigir a Kitson, on arriben més tard. Mentrestant, Enoch guanya diversos jocs consecutius, però es juga i perd totes les seves guanys. Necessitat de guanyar una gran suma i sense diners per apostar, Fitz entra en un joc on ell mateix n'és la garantia: els perdedors són venuts com a esclaus. La Daisy, la Simmons i la Davis mengen unes pastes alienígenes, només per descobrir de la pitjor manera que són al·lucinògenes. El caçador de recompenses, revelat com un altre Chronicom, elimina a Davis i anul·la els sistemes d'Enoch de forma remota, revelant Enoch com un "robot" als corredors del casino. Tot i ser alta, Daisy és capaç de derrotar la colla de caçadors Chronicom. Simmons es retroba momentàniament amb Fitz abans que el mateix caçarecompenses es teletransporti amb ell, deixant-la a ella i Enoch desconcertats. Mentrestant, de tornada a la Terra, Sarge llança partícules carregades estàticament a l'atmosfera, cobrint tot el planeta. |                      |                                             |                      |                                  |                         |                            |
| 114 | 4                    | «Code Yellow»                               | Mark Kolpack         | Nora Zuckerman & Lilla Zuckerman | 31 de maig de 2019      | 2.35                       |
| Es revela que Deke Shaw va iniciar una empresa utilitzant la tecnologia de S.H.I.E.L.D. Sarge i el seu equip localitzen un home aparentment normal i el maten amb un ganivet estrany. El cos és portat a Benson, qui descobreix un paràsit alienígena semblant a un ratpenat que reviu i vola al sistema de ventilació. L'equip de Sarge va darrere de Shaw com el seu proper objectiu, amb el mateix Sarge fent-se passar per Coulson per apropar-se a Shaw. Finalment, s'adona que no és Coulson i intenta escapar, ajudat per Trevor Khan, un agent de S.H.I.E.L.D. assignat per vigilar-lo. Mack, May i un equip d'atac entren a l'edifici i intenten detenir en Sarge i el seu equip amb vida. Tot i que Mack és capaç de capturar en Pax i en Jaco mentre May derrota Snowflake, en Sarge agafa avantatge i segresta May. Mentre rastreja el paràsit, vola a la boca de l'agent Keller i comença a fusionar-se amb el seu sistema vascular. Benson i Yo-Yo intenten portar-lo a una sala de contenció, però ell explota en una massa d'estructures cristal·lines. Yo-Yo recupera el ganivet i impedeix que el paràsit destrueixi la base, però es queda devastada per la seva incapacitat per salvar Keller. |                      |                                             |                      |                                  |                         |                            |
| 115 | 5                    | «The Other Thing»                           | Lou Diamond Phillips | George Kitson                    | 14 de juny de 2019      | 2.18                       |
| Mentre està sota la custòdia de Sarge, May es veu obligada a matar un home infectat per paràsits. Després, revela que formava part dels "Shrike", paràsits que infecten mons i els destrueixen en nom del seu creador, i que té la intenció d'aturar-los d'una vegada per totes. Finalment, May és capaç de derrotar a Sarge i el torna a la base, mentre recorda a Coulson. L'equip de la Daisy és capturat pels chronicoms liderats per Atarah, l'antic superior d'Enoch. Després que el seu món natal fos destruït per una misteriosa plaga, van agafar les naus de la Confederació per defensar-se i van segrestar a Fitz per descobrir el secret del viatge en el temps. Amb l'Enoch traint-los i sense cap altra opció, Simmons es rendeix als Chronicoms per reunir-se amb Fitz perquè Daisy i el seu equip puguin viure i tornar a la Terra. Mack i Benson reconforten a Yo-Yo, que encara està afectada per la mort de Keller. Mentre realitza l'autòpsia, Benson descobreix que el paràsit i el ganivet utilitzat per matar-lo estaven compostos de cristalls similars als Monòlits que els agents de S.H.I.E.L.D. van trobar en el passat. Enoch es retroba amb Fitz i el posa al corrent del que ha passat abans de gasejar-lo, traint-lo també. |                      |                                             |                      |                                  |                         |                            |
| 116 | 6                    | «Inescapable»                               | Jesse Bochco         | DJ Doyle                         | 21 de juny de 2019      | 2.12                       |
| Atarah utilitza un dispositiu especial per atrapar a Fitz i Simmons dins de les seves pròpies ments, obligant-los a treballar junts per esbrinar la lògica del viatge en el temps. Mentre està empresonat, Fitz s'assabenta de les aventures de Simmons en el temps, incloent les morts del seu futur alternatiu i Coulson. Els dos són després perseguits pel personatge de Fitz del Framework, així com per una Simmons no morta, formada pel seu dolor reprimit i els mals records de tota la seva vida. Després d'una breu discussió, Fitz i Simmons es reconcilien i superen les seves pors. Llavors són alliberats per Enoch, que ha repensat les seves lleialtats i aconsegueix dominar l'Atarah i els altres Chronicoms. Aleshores, els tres es teletransporten a una destinació desconeguda. De tornada a la Terra, Daisy informa a Mack sobre la situació de Fitz i Simmons i s'assabenta que la Terra està sent envaïda per les mateixes criatures que són responsables de la destrucció del món natal dels chronicom. |                      |                                             |                      |                                  |                         |                            |
| 117 | 7                    | «Toldja»                                    | Keith Potter         | Mark Leitner                     | 28 de juny de 2019      | 2.17                       |
| Fitz, Simmons i Enoch acaben teletransportant-se de nou a Kitson, on són capturats pel Sr. Kitson, el propietari del planeta, i obligat a jugar per les seves vides. Tanmateix, una misteriosa mercenària anomenada Izel intervé i compra la seva llibertat a canvi de la seva ajuda per trobar un artefacte a la Terra. Mentre preparen una nau per a la sortida, Enoch s'allunya d'ells, ja que ara ha completat la seva missió inicial i es proposa ajudar el seu poble una vegada més. De tornada a la Terra, S.H.I.E.L.D. intenta interrogar en Sarge i la seva tripulació, però sense èxit. Utilitzant un dels seus dispositius de seguiment, l'equip localitza dos amfitrions Shrike i els captura. Tanmateix, ambdós hostes provoquen una interacció violenta quan estan a prop, creant una altra explosió cristal·litzada. Sarge revela la seva debilitat davant l'exposició al fred, cosa que ajuda a salvar May i Yo-Yo a temps, a canvi de la seva llibertat i la de la seva tripulació. |                      |                                             |                      |                                  |                         |                            |
| 118 | 8                    | «Collision Course (Part I)»                 | Kristin Windell      | Jeffrey Bell & Craig Titley      | 5 de juliol de 2019     | 1.79                       |
| Sarge revela que un gran nombre d'hostes Shrike convergiran en un lloc específic per crear una torre cristal·litzada en preparació per a l'arribada de "la Bèstia". Mack assigna a Daisy, May i Deke perquè acompanyin en Sarge i la Snowflake al lloc mentre ell els segueix en secret al Zephyr. Mentre està empresonat a bord, Pax revela a Yo-Yo que el pla de Sarge és fer servir una bomba per detonar la torre i treure la Bèstia, que en Sarge revela que és Izel. Mentre tornen cap a la Terra, Fitz i Simmons descobreix per Izel que està buscant els monòlits, coneguts com els Di'Allas. Izel comença a utilitzar en secret Shrike per infectar la tripulació de la nau un a un fins que només queden Fitz i Simmons. Quan Daisy, May i Deke troben la bomba, en Sarge es teletransporta de nou al Zephyr després de fer que el camió xoqui amb la torre. De tornada a Kitson, Enoch estableix contacte amb un dels seus associats, Isaiah, i proposa una aliança. Mentrestant, els caçadors chronicom intenten derrotar a Enoch utilitzant la seva màquina de memòria per aprendre dels records de Fitz i Simmons. |                      |                                             |                      |                                  |                         |                            |
| 119 | 9                    | «Collision Course (Part II)»                | Sarah Boyd           | Iden Baghdadchi                  | 12 de juliol de 2019    | 2.30                       |
| Sarge es fa càrrec del Zephyr i ordena a Mack que persegueixi la nau d'Izel. Deke no aconsegueix desarmar la bomba, però quan el camió xoca amb la torre, Daisy utilitza els seus poders per contenir-la, evitant que exploti. La col·lisió allibera un eixam de shrikes que envolta el camió, però la Daisy és capaç de separar-los. Izel ordena a la nau espacial que es retiri. Sarge mata Pax amb ira després d'assabentar-se que el complot de la bomba va fracassar. Quan Fitz i Simmons entren en contacte amb èxit amb S.H.I.E.L.D., en Sarge amenaça Izel. Creient que Fitz i Simmons conspiraven contra ella, ordena a la tripulació de la nau que els eliminen. Yo-Yo convenç en Jaco perquè recordi el seu propòsit de lluitar, el que el porta a ajudar-los. En Mack s'allibera amb l'ajuda de Yo-Yo i domina en Sarge. Mack, Yo-Yo, Davis i Jaco s'infiltren a la nau d'Izel i rescaten Fitz i Simmons, però Izel desapareix. El grup s'escapa de la nau a través del portal cap al camió, reunint-se amb la Daisy i els altres. Jaco decideix tornar enrere i detonar la bomba, sacrificant-se en el procés. Més tard, S.H.I.E.L.D. celebra la seva victòria mentre en Sarge és empresonat. Mack i Yo-Yo es reconcilien i reaviven la seva relació. Més tard, May entra a la cel·la de Sarge i sembla que el mati. |                      |                                             |                      |                                  |                         |                            |
| 120 | 10                   | «Leap»                                      | Garry A. Brown       | Drew Z. Greenberg                | 19 de juliol de 2019    | 2.38                       |
| El cos de Sarge és portat al laboratori, on Fitz i Simmons s'assabenten que encara és viu i que les seves ferides estan curant ràpidament. May permet la seva captura i confessa. Tot i això, després afirma que no se'n recorda. Finalment, l'equip dedueix que Izel té el poder de posseir persones i que es va infiltrar al Lighthouse a través de Davis. Mack posa la base en bloqueig i reuneix tothom al centre de comandament per interrogar-los. Després que Mack tanqui a Daisy i Yo-Yo per evitar que siguin controlades, Izel apareix i demana els monòlits. Els agents intenten aturar-la, però Izel segueix saltant a través d'ells fins que deixa caure a Davis d'una cornisa, matant-lo abans de posseir Mack. Fitz dedueix que els monòlits representaven l'espai, el temps i la creació. Quan van explotar, la seva energia combinada va crear un nou Coulson i el va enviar a un altre planeta en el passat. Sarge escapa i s'enfronta a Izel, que ha trobat el dispositiu que conté l'energia dels monòlits. Ella revela que el seu nom real és Pachakutiq, tots dos són d'un planeta d'éssers no corporals, i ell havia confós els seus records amb els de Coulson quan va prendre el cos de Coulson. Malgrat això, Sarge es nega a unir-se a Izel. Quan Yo-Yo i Daisy s'enfronten a ella, la primera es deixa posseir i exigeix que Mack la faci volar a un altre lloc. Alterat, Sarge es nega a creure a Izel, encara que els seus poders comencen a manifestar-se.                                                                           |                      |                                             |                      |                                  |                         |                            |
| 121 | 11                   | «From the Ashes»                            | Jennifer Phang       | James C. Oliver & Sharla Oliver  | 26 de juliol de 2019    | 2.14                       |
| Izel planeja portar l'energia del monòlit a un temple específic, així que posseeix Mack i convoca Benson. Tot i que Yo-Yo l'avisa amb èxit abans de revelar la informació, Izel turmenta Benson amb una manifestació del seu marit mort, Thomas, fins que renuncia a la ubicació. Yo-Yo i Mack enganyen a Izel perquè alliberi Benson per tal que pugui deixar que S.H.I.E.L.D. sàpiga cap a on es dirigeix. La Daisy i la May discuteixen si hi ha cap rastre de Coulson dins de Sarge i si haurien d'antagonitzar-lo encara més per alliberar el seu poder contra Izel. En Deke s'adona que l'habilitat d'Izel es basa en les vibracions, de manera que ell, Fitz i Simmons comencen a treballar en un dispositiu per contrarestar-ho. La Daisy finalment llegeix la carta que Coulson li va deixar i li trenca el coll a Sarge. Sarge torna més fort i comença a destruir el Lighthouse, intentant escapar. Mentre la Daisy es prepara per matar-lo, ell l'anomena "Skye". La Daisy s'adona que Coulson és realment allà dins, així que el calma i el veu com un aliat. Empresonat al temple, Izel exigeix que Mack i Yo-Yo recreïn les formes sòlides dels Monòlits. Es neguen, però queden sorpresos quan Flint apareix de sobte. Mentrestant, els Chronicoms han conegut nova informació. Mentre l'Atarah encara vol salvar Chronyca-2, Malachi vol establir un Chronyca-3, així que mata a l'Atarah i envia altres Chronicoms per dos objectius. |                      |                                             |                      |                                  |                         |                            |
| 122 | 12                   | «The Sign»                                  | Nina Lopez-Corrado   | Nora Zuckerman & Lilla Zuckerman | 2 d'agost de 2019       | 1.88                       |
| Izel posseeix Flint per reconstruir els monòlits, creant un portal on la seva gent espera un senyal per envair la Terra abans de trencar la cama de Flint i enviar un exèrcit de Shrike a buscar més hostes. En Deke porta el personal de la seva empresa tecnològica al Lighthouse per produir en massa els dispositius necessaris per contrarestar l'Izel i convertir les dagues de Sarge en bales que matin els Shrike. May, Sarge, Piper i Daisy porten un Quinjet al temple. La Daisy s'allunya dels zombis infectats amb Shrike mentre May i Sarge van a enfrontar-se a Izel. Fart que ningú el respecti, Deke utilitza el seu salt robat per anar ell mateix al temple i alliberar en Mack, la Yo-Yo i en Flint. Tot i no tenir prou potència per fer un viatge de tornada, aconsegueix muntar una càmera per mostrar a Fitz i Simmons què està fent Izel i arribar al Quinjet a peu. Mack i Yo-Yo fan que la Piper voli amb Flint a un lloc segur, però els zombis els atrapen a ells i a la Daisy al Zephyr. Sarge i May s'enfronten a Izel, però Sarge no la pot matar. Confós pel dolor que pateix, May li diu a la Sarge que és amor per l'equip, però ell l'apunyala i l'envia a través del portal com a senyal, abraçant a Pachakutiq. Mentrestant, Enoch es troba amb el seu contacte a Kitson, que li diu que tots els Chronicoms són ara caçadors i l'ataca. |                      |                                             |                      |                                  |                         |                            |
| 123 | 13                   | «New Life»                                  | Kevin Tancharoen     | Brent Fletcher & Jed Whedon      | 2 d'agost de 2019       | 1.88                       |
| Fitz i Simmons expliquen a l'equip de camp què va passar amb May, però les comunicacions es tanquen i el Lighthouse queda apagat. Malachi i els Chronicoms ataquen, utilitzant el coneixement de Fitz i Simmons per anticipar-se a tots els seus moviments. Bloquejats en una habitació amb tecnologia Framework, Fitz i Simmons es preparen per sacrificar-se per destruir-la perquè els Chronicoms no puguin utilitzar-la, però un Enoch disfressat els salva i proposa un pla. Amb el Zephyr desactivat, en Mack fa que Deke els faci volar el Quinjet, però Yo-Yo és infectada per un Shrike. Entre regnes, on la vida i la mort no importen, May destrueix tres figures encaputxades abans que puguin deixar passar la gent d'Izel. La mateixa Izel apareix i la domina per establir la connexió. Daisy, Mack i Yo-Yo lluiten contra Pachakutiq, però no són rivals per a ell. Izel reapareix, però May l'apunyala per darrere, matant-la i alliberant Yo-Yo. Mack mata a Pachakutiq, tancant el portal. Mentre May mor lentament, Simmons apareix amb un equip i un Zephyr millorat, posant a May en una càpsula d'estasi. Tothom evacua abans que els Chronicoms destrueixin el temple i els monòlits. Fitz els envia de manera remota a un lloc segur amb una propulsió de salt millorada, fet que els fa aterrar diverses dècades en el passat per sobre de Manhattan. Simmons explica que els Chronicom ho saben tot sobre S.H.I.E.L.D. i que necessiten un expert que els ajudi a lluitar, revelant un LMD de Coulson millorat amb tecnologia Chronicom. |                      |                                             |                      |                                  |                         |                            |

### Temporada 7
| Núm. total | Núm. de la temporada | Títol                                                | Direcció             | Guió                                                                              | Data d'emissió original | Espectadors U.S. (milions) |
| --- | -------------------- | ---------------------------------------------------- | -------------------- | --------------------------------------------------------------------------------- | ----------------------- | -------------------------- |
| 124 | 1                    | «The New Deal»                                       | Kevin Tancharoen     | George Kitson                                                                     | 27 de maig de 2020      | 1.82                       |
| L'any 1931 a la ciutat de Nova York, diversos Chronicoms roben les cares de tres agents de policia i maten un contacte d'un bar clandestí local. L'agent de S.H.I.E.L.D. Jemma Simmons presenta el director "Mack" Mackenzie i l'agent Daisy Johnson a un LMD de Phil Coulson, que lluita amb la seva existència i la quantitat d'informació que s'hi carrega. La Daisy i el Deke Shaw investiguen els oficials sense rostre i són atacats pels Chronicoms, però n'envenen un i se'l porten al Zephyr. Coulson i Mack investiguen el bar clandestí i coneixen el seu propietari, Ernest "Hazard" Koenig, que revela que els agents de policia estan proporcionant seguretat per a una funció en honor al governador Franklin D. Roosevelt. Simmons sobrecarrega la ment del Chronicom, obligant-lo a revelar el seu objectiu real: l'empleat de Koenig Wilfred "Freddy" Malick, pare del futur líder de Hydra Gideon Malick. L'equip rescata Freddy dels Chronicoms i s'adona que han de salvar Hydra per garantir el futur de S.H.I.E.L.D. Al Zephyr, el Chronicom Enoch, un aliat de S.H.I.E.L.D., ajuda a curar l'agent Melinda May.                                                                       |                      |                                                      |                      |                                                                                   |                         |                            |
| 125 | 2                    | «Know Your Onions»                                   | Eric Laneuville      | Craig Titley                                                                      | 3 de juny de 2020       | 1.50                       |
| Deke i Mack promitenn mantenir segur a Freddy, viatjant amb ell en tren per fer un lliurament. Els altres agents es reagrupen al bar clandestí de Koenig i interroguen el contacte d'en Freddy, Viola; descobreixen que és una agent d'Hydra i que en Freddy porta el que es convertirà en el sèrum súper soldat d'Hydra. Tornen al Zephyr, on Enoch intenta evitar que una May erràtica abandoni la nau. Coulson l'atura, però ella reacciona apàticament davant la seva presència. Koenig ajuda a dirigir l'equip al lloc de lliurament de Freddy, coneixent sobre S.H.I.E.L.D., els Chronicoms i els viatges en el temps en el procés. La Daisy es posa en contacte amb Deke i li diu que mati en Freddy per aturar l'ascens d'Hydra, però Mack ho evita. Koenig intenta evitar que Freddy faci el lliurament, però Freddy li dispara i se'n va amb un agent d'Hydra, assegurant el seu futur. El Zephyr viatja inesperadament en el temps per seguir els Chronicoms a través de la següent finestra de temps, deixant enrere Enoch. Malgrat això, és contractat per Koenig que està en recuperació i accepta explicar-li més coses sobre S.H.I.E.L.D. i robòtica.                                         |                      |                                                      |                      |                                                                                   |                         |                            |
| 126 | 3                    | «Alien Commies from the Future!»                     | Nina Lopez-Corrado   | Nora Zuckerman & Lilla Zuckerman                                                  | 10 de juny de 2020      | 1.57                       |
| Els agents acaben a 1955 prop de l'Àrea 51, una base de S.H.I.E.L.D. que treballa actualment en el Projecte Helius, un prototip de reactor de fusió iònica. Els agents segresten l'agent d'alt rang Gerald Sharpe i fan que Coulson el suplanti mentre Simmons es fa passar per Peggy Carter perquè puguin trobar els Chronicoms infiltrats. No obstant això, es troben amb l'antic soci de Carter Daniel Sousa, que els supera. Tot i oposar resistència i mostrar el seu racisme cap a part de l'equip, Sharpe finalment revela que Helius no pot funcionar sense una poderosa font d'energia, el que porta a Deke a deduir que els Chronicom planegen sacrificar un dels seus per activar l'arma i destruir la base. La Daisy arriba encoberta i convenç a Sousa que alliberi els seus companys d'equip just quan els Chronicoms encoberts posen en marxa el seu pla. Daisy i Simmons milloren un EMP de S.H.I.E.L.D. a temps per desactivar l'Helius, juntament amb tota la base, els Chronicoms i Coulson. Mack i Deke tornen en Sharpe al desert i es fan passar per extraterrestres per evitar canviar la història.                                                                                    |                      |                                                      |                      |                                                                                   |                         |                            |
| 127 | 4                    | «Out of the Past»                                    | Garry A. Brown       | Mark Leitner                                                                      | 17 de juny de 2020      | 1.40                       |
| Coulson es desperta sota la custòdia de Sousa amb una fallada del sistema que el fa veure en blanc i negre i escoltar un monòleg intern (a l'estil d'una pel·lícula de cinema negre). S'adona que la data actual és el dia que Sousa mor mentre lliurava un dispositiu a Howard Stark. Coulson truca al Zephyr amb l'ajuda d'Enoch al bar clandestí. "Yo-Yo" i Deke troben el dispositiu, però aquest últim és capturat per Hydra. Se'l porta a un Wilfred Malick gran, que salva la vida de Deke després que Deke salvés la seva el 1931. Yo-Yo i Simmons descobreixen que May experimenta les emocions d'altres persones. Mack, Coulson i Daisy s'adonen que Sousa és assassinat per Hydra per evitar que exposi la seva presència dins de S.H.I.E.L.D. Decideixen canviar la història i salvar Sousa; després de lliurar el dispositiu, Coulson deixa inconscient a Sousa i fingeix la seva mort. Sousa es desperta al Zephyr i un Coulson reparat explica la seva situació. Viatgen cap endavant en el temps de nou, mentre que un Chronicom es queda enrere el 1955 i s'ofereix a ajudar a Malick. |                      |                                                      |                      |                                                                                   |                         |                            |
| 128 | 5                    | «A Trout in the Milk»                                | Stan Brooks          | Iden Baghdadchi                                                                   | 24 de juny de 2020      | 1.37                       |
| El 1973, els agents tornen al bar clandestí per descobrir que S.H.I.E.L.D. està preparant el Projecte Insight, que no s'hauria de desenvolupar fins unes quantes dècades més tard, dirigit per Wilfred Malick, que hauria d'haver mort el 1970. Wilfred i els Chronicoms intenten capturar els agents, però Daisy porta breument el seu fill Nathaniel (que també hauria de ser mort) ostatge per permetre la seva fugida. Nathaniel veu que Daisy utilitza els seus poders. Els agents es reuneixen amb Enoch i tornen al Zephyr. Sense avís previ, els Chronicoms salten cap al 1976 quan el Project Insight s'iniciarà, i el Zephyr els segueix. Coulson i May planten explosius al Lighthouse on s'està llançant Insight mentre Deke i Yo-Yo s'enfronten a Wilfred que mor. Daisy i Sousa són capturats per Nathaniel. Mack avorta la detonació quan veu que els seus pares, John i Lilla, es mantenen captius, permetent que l'Insight s'iniciï. Els agents utilitzen el Zephyr per destruir Insight, revelant la seva ubicació. Nathaniel intenta trucar a Daniel Whitehall per transferir-se els poders de la Daisy a ell mateix.                                                                      |                      |                                                      |                      |                                                                                   |                         |                            |
| 129 | 6                    | «Adapt or Die (Agents of S.H.I.E.L.D.)»              | Aprill Winney        | DJ Doyle                                                                          | 1 de juliol de 2020     | 1.32                       |
| El Lighthouse dispara automàticament míssils al Zephyr, danyant la unitat del temps. Mentre en Deke, la Simmons i l'Enoch la reparen, en Deke descobreix que la Simmons té un implant de memòria que bloqueja el seu coneixement de la ubicació de Leo Fitz alhora que reté informació sobre els viatges en el temps. Nathaniel experimenta amb la Daisy i es transfereix els seus poders a ell mateix, però se sent aclaparat per ells mentre destrueixen l'edifici on es troba, permetent a Sousa portar la Daisy de tornada al Zephyr. May utilitza els seus poders per identificar els Chronicoms encoberts mentre ella i Coulson rescaten el general Rick Stoner i Coulson troba la nau dels Chronicoms. Parla amb el seu predictor, Sibyl, abans de fer volar la nau amb ell mateix i amb molts dels Chronicoms que hi ha. Mack i Yo-Yo descobreixen que els pares d'en Mack ja estan morts i que han estat suplantats per Chronicoms, el que obliga a Mack a llançar-los des del Quinjet. El Zephyr salta al 1982 i Mack surt a plorar. En Deke el mira, i la Jemma els crida perquè tornin, però es queden enrere quan el Zephyr salta en el temps.                                                   |                      |                                                      |                      |                                                                                   |                         |                            |
| 130 | 7                    | «The Totally Excellent Adventures of Mack and The D» | Jesse Bochco         | Brent Fletcher                                                                    | 8 de juliol de 2020     | 1.39                       |
| Encallat al 1982, un Mack desanimat passa l'any següent sol en pena. Deke veu en Mack de tant en tant, i finalment el convenç d'anar a veure la seva nova banda, The Deke Squad, que inclou Olga Pachinko, Roxy Glass, Cricket i els bessons Ronnie i Tommy Chang, que interpreta clàssics dels anys 80 que encara no s'han escrit. Deke revela que ha estat entrenant en secret als membres de la banda per ser agents de S.H.I.E.L.D., i que la consciència de Coulson s'ha desat en un disc dur. Mentrestant, la consciència de Sibyl també va sobreviure, i utilitza un programador solitari per construir-se un cos per a ella. A continuació, crea nous robots "caçadors" que maten el programador abans d'envair el Lighthouse a la recerca del flux de temps que la Sibyl utilitza per predir el futur. Mack ajuda a Deke i als nous agents a derrotar els caçadors, sense saber que un petit robot va escapar amb el flux del temps. El Zephyr reapareix el temps suficient perquè May i Yo-Yo es reuneixin amb Mack i Deke. Aquest últim relata els esdeveniments de l'any passat fins al maig. El petit robot porta el temps a Nathaniel, que va sobreviure al col·lapse i ara treballa amb Sibyl. |                      |                                                      |                      |                                                                                   |                         |                            |
| 131 | 8                    | «After, Before»                                      | Eli Gonda            | James C. Oliver & Sharla Oliver                                                   | 15 de juliol de 2020    | 1.38                       |
| Després de rescatar a Mack, Deke i Coulson, Simmons informa a l'equip que la unitat del temps els continua fent saltar cap endavant en menys temps fins que finalment colapsi sobre ells. Necessita els poders actualment inactius de Yo-Yo per desactivar-lo, Daisy suggereix passar per Afterlife per obtenir ajuda de la seva mare Jiaying. Yo-Yo i May arriben per descobrir que la Jiaying està en procés d'ajudar una Inhumana descoratjada anomenada Kora amb els seus poders energètics volàtils. Després d'examinar Yo-Yo, Jiaying arriba a la conclusió que els seus problemes són mentals més que físics i que May fa servir les seves habilitats empàtiques amb ella. Yo-Yo revela que va presenciar la mort del seu oncle i des d'aleshores s'ha culpat per això. Nathaniel arriba i recluta Kora per fer-se càrrec de l'Afterlife. Yo-Yo, May, Jiaying i el jove Inhumà Gordon es veuen obligats a fugir. En arribar de nou al Zephyr, Yo-Yo s'adona que s'ha retingut i desactiva amb èxit la unitat del temps. A mesura que la tripulació s'instal·la, la conducció del temps es reinicia de sobte, fent que el Zephyr torni a saltar inesperadament.                                         |                      |                                                      |                      |                                                                                   |                         |                            |
| 132 | 9                    | «As I Have Always Been»                              | Elizabeth Henstridge | Drew Z. Greenberg                                                                 | 22 de juliol de 2020    | 1.28                       |
| El Zephyr queda atrapat en un vòrtex temporal mentre Daisy es desperta de la seva criocambra. Després de presenciar diversos esdeveniments, el temps es reinicia de sobte i s'adona que està atrapada en un bucle de temps mentre el Zephyr s'acosta al centre del vòrtex amb cada bucle que passa. S'assabenta que Coulson també n'és conscient i que ha estat més temps al corrent, encara que la Daisy ho oblida tot quan mor. Daisy i Coulson s'assabenten de l'implant de memòria de Simmons, però quan intenten treure'l, un accident estrany la mata. Les morts semblen estar orquestratades i Coulson conclou que Enoch, que estava programat per protegir l'implant de Simmons, els ha estat matant sense voler. Després de diversos intents fallits, finalment aconsegueixen treure l'implant i Simmons els informa que el mecanisme d'alimentació d'Enoch pot arreglar la unitat del temps, encara que a costa de la seva vida. En el bucle final, Enoch renuncia voluntàriament al seu mecanisme i mor, però no abans de revelar a la Daisy que aquesta serà la seva darrera missió com equip. Mentrestant, Nathaniel ajuda a Kora a controlar els seus poders.                                   |                      |                                                      |                      |                                                                                   |                         |                            |
| 133 | 10                   | «Stolen»                                             | Garry A. Brown       | Mark Linehan Bruner (història) George Kitson & Mark Leitner (guió cinematogràfic) | 29 de juliol de 2020    | 1.30                       |
| Nathaniel recluta un jove John Garrett, que es va tornar contra S.H.I.E.L.D. i va ser assassinat per Coulson en el temps original. Nathaniel li mostra aquest futur mentre perfecciona una manera de transferir poders inhumans als seus homes. S.H.I.E.L.D. manté Jiaying al Lighthouse per protecció. La Daisy s'assabenta que la Kora és la seva mitja germana, que va morir abans que la Daisy naixés a la línia de temps original. Passa temps amb Jiaying però no li diu que és la seva filla. Coulson i Gordon es teletransporten a Afterlife, però Nathaniel s'anticipa i els captura. Transfereix els poders de Gordon a Garrett, matant el primer en el procés. Garrett teletransporta Nathaniel al Lighthouse, mentre que Yo-Yo i Mack rescaten els inhumans captius i Coulson. Aquest últim porta a Kora captiva. Nathaniel revela a Jiaying que Daisy és la seva filla, abans de matar a Jiaying i fugir. Garrett segresta Simmons mentre ell i Nathaniel roben el Zephyr, sense saber que Deke encara és a bord. Nathaniel explica el seu pla perquè Simmons els digui on és Fitz, ja que és l'únic que els pot aturar.                                                                         |                      |                                                      |                      |                                                                                   |                         |                            |
| 134 | 11                   | «Brand New Day»                                      | Keith Potter         | Chris Freyer                                                                      | 5 d'agost de 2020       | 1.25                       |
| Kora afirma que vol treballar amb S.H.I.E.L.D., tot i que els agents dedueixen que té motius ocults. Sabent que la Sibyl és conscient de tots els seus moviments, Daisy, Sousa i Mack decideixen actuar de manera imprevisible i agafar un quinjet per seguir en Nathaniel i el Zephyr a l'espai. Nathaniel intenta obtenir informació de Simmons utilitzant Deke com a influència, però és incapaç de trobar la ubicació de Fitz als seus records. Les seves accions fan que Simmons oblidi completament qui és Fitz. May interroga Kora, que tanca el poder del Lighthouse, permetent a la Sibyl piratejar el sistema central. Coulson s'adona que pot llegir el codi de l'ordinador que està utilitzant i intenta desactivar-la. Kora suggereix utilitzar els seus coneixements futurs per anar darrere d'aquells que mereixen ser assassinats, però May li mostra el cos de Jiaying i ella ataca, només per ser teletransportada per Garrett de tornada al Zephyr. La Daisy, el Sousa i el Mack observen com una flota Chronicom arriba per trobar-se amb el Zephyr. Els Chronicoms utilitzen la informació que Sibyl va robar per destruir les instal·lacions de S.H.I.E.L.D. a tot el món.              |                      |                                                      |                      |                                                                                   |                         |                            |
| 135 | 12                   | «The End Is at Hand»                                 | Chris Cheramie       | Jeffrey Bell                                                                      | 12 d'agost de 2020      | 1.46                       |
| En aterrar a la nau Chronicom, la Daisy busca a Deke i Simmons mentre Sousa i Mack s'allunyen d'un grup de soldats Chronicom. La Sibyl planeja que la Daisy trobi a Simmons per fer-li refrescar la memòria, però un Nathaniel impacient fa que Kora s'enfronti a ells. La Daisy la rebutja i els deixa escapar, obligant a Nathaniel a noquejar a Kora i a transferir els seus poders a ell. Els agents tornen al Zephyr i escapen de la nau. Amb el Lighthouse com l'única base de S.H.I.E.L.D. encara en peu, Garrett planta bombes per destruir-la, però Coulson, Yo-Yo i May el capturen i neutralitzen els seus poders. Quan obliguen a Garrett a aturar l'explosió, Nathaniel deixa que Garrett mori, però tots aconsegueixen sobreviure. Garrett decideix unir-se als agents i teletransportar-los al bar clandestí, només per ser assassinat per altres agents que hi van arribar per amagar-se. Tothom es reagrupa i, amb l'ajuda de Simmons, creen una "clau" que li costava recordar. La clau obre un portal que els porta en Fitz, però ell està decebut en saber que Simmons no el recorda. |                      |                                                      |                      |                                                                                   |                         |                            |
| 136 | 13                   | «What We're Fighting For»                            | Kevin Tancharoen     | Jed Whedon                                                                        | 12 d'agost de 2020      | 1.46                       |
| Fitz explica que ha viatjat des de la seva línia de temps original fins a aquesta nova utilitzant el regne quàntic. Deke decideix romandre en la nova línia de temps per ajudar a enviar els altres i els Chronicoms a l'original, convertint-se en el nou líder de S.H.I.E.L.D. Quan tornen a la línia de temps original, Fitz ajuda a Simmons a recordar-lo a ella i la vida que van viure mentre construïen la màquina del temps, inclosa la seva filla Alya. Coulson, May, Mack i Daisy s'infiltren a la nau dels Chronicoms per rescatar la Kora i enfrontar-se a Nathaniel. May i Kora combinen les seves habilitats per donar empatia als Chronicoms, posant fi al seu assalt. Daisy lluita contra Nathaniel abans de destruir les naus dels Chronicoms, matant-lo a ell i a la Sibyl. Els agents troben la Daisy a l'espai i la Kora la reviu. Un any després, Fitz i Simmons s'han retirat per criar l'Alya; May és professora a l'Acadèmia Coulson de S.H.I.E.L.D.; Mack continua liderant S.H.I.E.L.D., amb Yo-Yo com un dels seus principals agents; La Daisy està explorant el cosmos amb Sousa i Kora; i Coulson decideix viatjar pel món.                                                      |                      |                                                      |                      |                                                                                   |                         |                            |